# 윌리엄 매킨리 행정부
윌리엄 매킨리는 1897년 3월 4일부터 1901년 9월 14일 암살될 때까지 제25대 미국 대통령으로 재임했다. 매킨리는 성공적인 미국-스페인 전쟁 (1898년)을 이끌고, 하와이 공화국의 소유권을 획득하며, 필리핀, 괌 및 푸에르토리코를 구매한 것으로 가장 잘 알려져 있다. 그의 임기에는 제조업자와 공장 노동자를 해외 경쟁으로부터 보호하기 위해 관세율을 인상한 1897년 딩글리 관세와 은화 자유주조 인플레이션 제안을 거부한 1900년 금본위제법이 포함된다. 자신의 재임 기간 동안 급격한 경제 성장과 노동 분쟁의 감소가 특징이었으며, 그는 무난하게 재선되었다. 그의 뒤를 이어 부통령이었던 시어도어 루스벨트가 대통령이 되었다.
공화당 소속이었던 매킨리는 1896년 대통령 선거에서 민주당의 윌리엄 제닝스 브라이언을 물리치고 취임했다. 선거 운동에서 매킨리는 "건전한 화폐"를 옹호하고, 높은 관세가 번영을 회복할 것이라고 약속했으며, 계급 전쟁을 조장하는 급진주의자로 브라이언을 비난했다. 그는 필리핀의 제국주의, 높은 관세, 은화자유주조를 중심으로 한 선거 운동에서 1900년 대통령 선거에서 브라이언을 다시 물리쳤다. 매킨리의 대통령 재임은 1930년대 초까지 지속된 미국 정치사의 한 시기인 "제4차 정당제" 또는 "진보 시대"의 시작을 알렸다. 전국적인 차원에서 이 시기는 일반적으로 공화당이 지배했다.
1897-1898년에 가장 시급한 문제는 억압적인 스페인 식민 통치에 대한 쿠바 독립 투쟁이었다. 미국인들은 반군에 공감하며 위기를 해결하기 위한 조치를 요구했다. 행정부는 스페인이 통치를 자유화하도록 설득하려 했지만, 협상이 실패하자 양측 모두 전쟁을 원했다. 미국-스페인 전쟁에서 미국의 승리는 빠르고 결정적이었다. 전쟁 중에 미국은 쿠바를 일시적으로 점령했으며, 독립을 약속받았지만 매킨리 재임 기간 내내 미 육군의 통제하에 있었다. 필리핀의 지위는 격렬하게 논의되었으며, 1900년 선거에서 민주당이 미국의 소유권에 반대하면서 쟁점이 되었다. 매킨리는 필리핀에 미국의 보호가 필요하다고 결정했으며, 1940년대까지 미국의 통제하에 있었다. 전쟁의 결과로 미국은 괌과 푸에르토리코도 영구적으로 소유하게 되었다. 매킨리의 지도력 아래 미국은 1898년 독립된 하와이 공화국을 합병했다. 다른 새로운 영토와 달리 하와이 시민은 미국 시민이 되었고, 하와이는 임명된 주지사를 둔 준주가 되었다. 매킨리의 외교 정책은 해외 제국을 만들고 미국을 세계 주요 강대국 목록에 올렸다.
1897년 경제는 1893년 공황이라고 불리는 심각한 불황에서 빠르게 회복되었으며, 1897년의 모든 경제 지표는 긍정적으로 전환되었다. 1897년 내내 비즈니스 신문과 잡지는 낙관적인 보고서로 가득 찼다. 1898년 1월 3일자 뉴욕 커머셜은 전국적으로 광범위한 기업과 산업을 조사한 후 "3년간의 기다림과 거짓 시작 끝에 수요의 물결이 마침내 번영의 시대가 도래했다는 의심의 여지가 없을 정도로 꾸준히 상승하기 시작했다"고 결론지었다. 이 신문은 1898년 1월이 "불황에서 비교적 번영으로의 전환기에서 최고의 순간"을 나타낸다고 보도했다. 1895년 거의 20%에 달했던 실업률은 1897년 15%, 1898년 초에는 8%로 떨어졌다.
매킨리는 트러스트에 대한 클리블랜드 행정부의 자유방임주의적 태도를 대체로 따랐다. 조셉 매케나와 존 W. 그리그스 법무장관은 셔먼 반독점법과 대법원 판례인 《미국 대 E. C. 나이트 사》에 따라 일부 반독점 소송을 제기했지만, 매킨리 행정부는 많은 경우 통합이 유익할 수 있다는 견해에 공감했다. 트러스트의 역할에 대한 논쟁은 매킨리 재임 기간 내내 커졌으며, 이 문제는 매킨리 재임 이후 더욱 중요해질 것이다.
역사학자들은 매킨리를 일관되게 상위 계층의 미국 대통령으로 평가한다. 윌리엄 매킨리에 대해 역사학자 루이스 L. 굴드는 다음과 같이 말했다.
| “ | 그는 공화당을 국가의 다수당으로 확고히 한 정치 지도자였다; 그는 외교 정책에서 중요한 출발을 설계한 사람이었다; 그리고 그는 현대 대통령직의 발전에 중요한 기여를 했다. 이러한 업적은 미국 역사에서 중요한 인물로서 그의 상당한 주장에 근거한다. | ” |

## 1896년 선거
매킨리는 보호관세와 밀접하게 연관된 하원의원으로서 공화당 내에서 명성을 얻었다. 그는 1880년대와 1890년대에 전국적인 선거 운동으로 전국적인 명성을 얻었고, 1891년에는 오하이오 주지사로 당선되었다. 1896년 선거를 앞두고 매킨리와 그의 선거 운동 관리자인 클리블랜드 사업가 마크 한나는 조용히 대통령 후보 지지를 구축했다. 경쟁자인 토머스 브래킷 리드 하원의장과 윌리엄 B. 앨리슨 상원의원이 각자의 주 외부로 요원을 보내 후보 지지를 조직했을 때, 그들은 매킨리 요원들이 이미 그들보다 앞서 있었다는 것을 발견했다. 6월 세인트루이스에서 1896년 공화당 전당대회가 시작될 무렵, 매킨리는 이미 충분한 수의 대의원들을 확보했으며, 전당대회 첫 번째 투표에서 후보 지명을 획득했다. 한나는 뉴저지의 공화당 전국위원회 부위원장인 개릿 A. 호바트를 부통령으로 선택했다. 부유한 변호사이자 사업가이며 전직 주 의원이었던 호바트는 널리 알려지지 않았지만, 한나의 전기 작가 허버트 크롤리가 지적했듯이, "그는 당선에 거의 기여하지 않았지만, 약화시키지도 않았다".

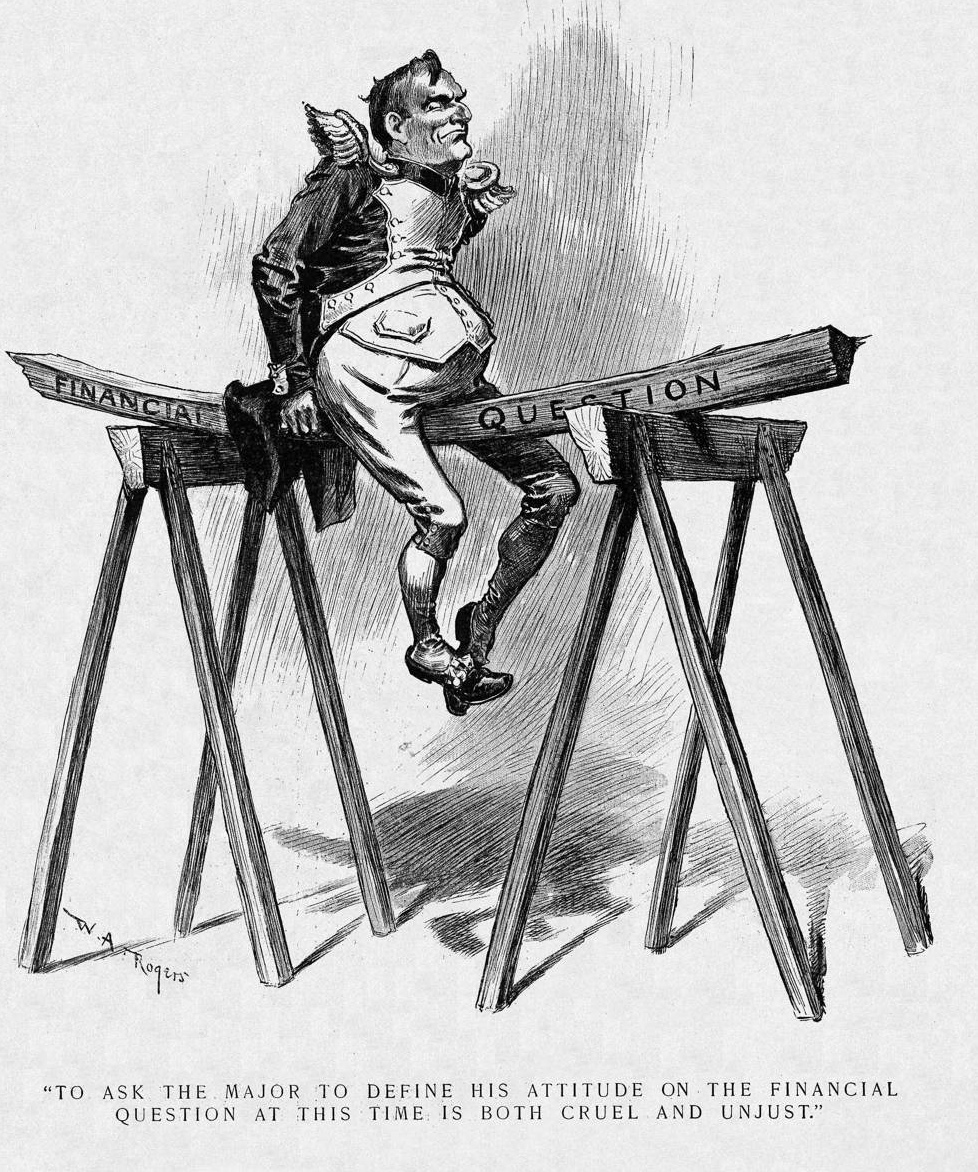
1896년 6월 하퍼스 위클리 만화는 통화 문제의 "황금 십자가"를 고통스럽게 타고 있는 매킨리를 보여준다.

전당대회 직전, 매킨리는 정치인과 사업가들의 의견을 들은 후, 국제 협약을 통해 복본위제를 허용하더라도 금본위제를 지지해야 한다고 결정했다. 이 강령의 채택으로 콜로라도 상원의원 헨리 M. 텔러가 이끄는 일부 서부 대의원들이 전당대회를 불참했다. 그러나 공화당은 이 문제에 대해 민주당만큼 분열되지 않았는데, 특히 매킨리가 은화 지지자들에게 미래의 양보를 약속했기 때문이었다. 민주당 대통령 그로버 클리블랜드는 금본위제를 확고히 지지했지만, 특히 옥수수 지대와 서부 주에서 농촌 민주당원들의 수가 증가하면서 복본위제인 "은화자유주조" 시스템을 요구했다. 은화 지지자들은 1896년 민주당 전당대회를 장악하고 윌리엄 제닝스 브라이언을 대통령으로 지명했다; 그는 "노동의 이마에 가시 면류관을 씌우지 않을 것이며, 황금 십자가에 인류를 못박지 않을 것이다"라는 유명한 결말 문구로 대의원들을 열광시킨 황금 십자가 연설을 했다. 브라이언의 금융 급진주의는 은행가들을 충격에 빠뜨렸는데, 많은 사람들이 그의 인플레이션 정책이 철도를 파산시키고 경제를 망칠 것이라고 생각했기 때문이었다. 한나는 이들 은행가들의 지지를 얻어냈고, 이로 인해 공화당은 막대한 재정적 이점을 얻어 매킨리의 선거 운동이 화폐 및 관세 문제에 대한 공화당의 입장을 옹호하는 연설자들을 위해 350만 달러를 투자하고 2억 부 이상의 팸플릿을 배포할 수 있게 되었다.
공화당은 2억 부의 팸플릿을 인쇄하여 배포하고, 수백 명의 연설자를 전국 각지로 보내 매킨리를 대신하여 선거 유세 연설을 하도록 했다. 브라이언은 급진주의자, 선동가, 사회주의자로 묘사되었으며, 매킨리는 완전 고용과 산업 성장의 보증인으로 여겨졌다. 9월 말까지 당은 은화 문제에 대한 자료 인쇄를 중단하고, 전적으로 관세 문제에 집중했다. 격전지는 중서부로 판명되었다. 남부와 서부 대부분은 민주당에게 양보되었고, 브라이언은 중요한 주들에서 많은 시간을 보냈다.

1896년 선거인단 투표 결과.

1896년 11월 3일, 매킨리는 선거인단 투표에서 271대 176으로 승리하고, 브라이언의 6,502,925표에 비해 7,102,246표를 얻어 승리했다. 매킨리는 북동부와 중서부 전체를 석권했다. 브라이언은 오로지 은화 문제에만 집중했고, 도시 노동자들에게 호소력을 넓히는 데 실패했다. 보호 관세와 금 기반 달러를 통해 미국 산업을 건설하는 더 강력한 중앙 정부에 대한 매킨리의 견해가 승리했다. 매킨리의 연합에는 대부분의 북부 도시, 부유한 농민, 산업 노동자, 그리고 아일랜드계 미국인을 제외한 대부분의 소수 민족 유권자들이 포함되었다. 1896년 대통령 선거는 종종 정계 개편 선거로 간주되는데, 이로써 국가의 초점이 남북 전쟁으로 인한 피해 복구에서 사회 개혁을 통한 미래 건설로 전환되었기 때문이다. 또한 의회와 백악관에 대한 공화당의 장기적인 통제, 즉 제4차 정당제를 시작한 정계 개편 선거였으며, 이는 1932년까지 계속되었다.

## 1기 취임

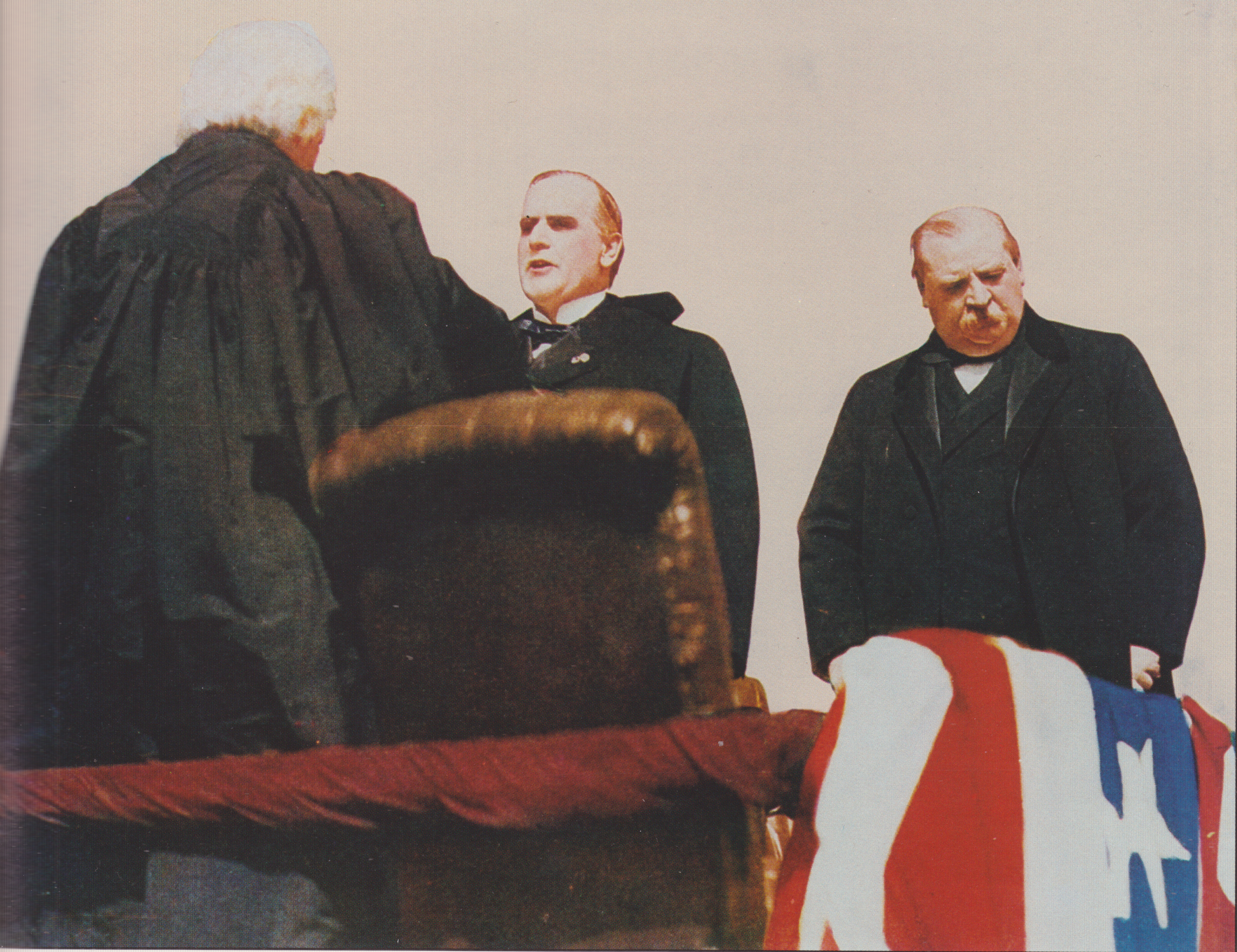
대법원장 멜빌 풀러가 윌리엄 매킨리에게 대통령 취임 선서를 시키고 있다; 우측에는 퇴임하는 그로버 클리블랜드 대통령이 있다.

매킨리의 첫 대통령 취임식은 1897년 3월 4일 미국 국회의사당의 상원 구관 앞에서 거행되었다. 멜빌 풀러 대법원장이 취임 선서를 집행했다. 이는 영화 촬영기로 기록된 최초의 취임식이었다. 매킨리는 긴 취임 연설에서 관세 개혁을 촉구하고 통화 문제는 관세 입법을 기다려야 할 것이라고 밝혔다. 그는 또한 미국 외교 개입에 대해 경고하며 다음과 같이 선언했다.
| “ | 우리는 정복 전쟁을 원하지 않는다. 영토 침략의 유혹을 피해야 한다. | ” |

닉 카푸르(Nick Kapur)는 매킨리의 우선순위가 중재주의, 평화주의, 인도주의, 그리고 남성적인 자제심이라는 그의 가치관에 기반을 두었으며, 외부 압력에 의한 것이 아니라고 말한다.

## 행정부
메인주 의원인 넬슨 딩글리 주니어는 매킨리가 재무장관으로 가장 먼저 고려했던 인물이었지만, 딩글리는 세입세출위원회 위원장으로 남기를 선호했다. 선거 운동 중 한나의 시카고 보좌관이었던 찰스 도스도 재무장관직으로 고려되었지만, 일부 주장에 따르면 도스는 자신이 너무 젊다고 생각했다. 그는 대신 1898년에 통화감사원장이 되었다. 매킨리는 결국 시카고 제일국립은행의 총재이자 골드 민주당원이었던 라이먼 J. 게이지를 재무장관으로 임명했다. 해군부는 매킨리가 하원에서 근무할 때의 오랜 동료였던 전 매사추세츠주 하원의원 존 데이비스 롱에게 맡겨졌다. 매킨리는 처음에는 롱이 자신의 해군 차관보를 선택하도록 허용하는 경향이 있었지만, 당시 뉴욕시 경찰 위원회장이었던 시어도어 루스벨트를 대통령 당선자에게 임명하라는 상당한 압력이 있었다. 매킨리는 루스벨트를 임명하는 것을 주저하며, 루스벨트 지지자에게 "나는 평화를 원하며, 당신의 친구 시어도어는 항상 모든 사람과 싸움에 휘말린다고 들었다"고 말했다. 그럼에도 불구하고 그는 루스벨트를 임명했다.
매킨리는 아이오와 주에서 강력한 지지를 받았던 전직 하원의원 제임스 윌슨을 농무장관으로 선택했다. 매킨리가 우정총장으로 처음 선택했던 인물은 마크 한나였지만, 그는 그 직책을 거절했다. 매킨리는 또한 헨리 클레이 페인을 임명하는 것을 고려했지만, 로버트 M. 라폴레트 시니어 파벌의 반대로 다른 사람을 임명하기로 결정했다. 매킨리는 메릴랜드 출신의 공화당원인 제임스 앨버트 개리로 정했다. 법무장관 자리에는 하원 시절부터 오랜 친구였던 캘리포니아의 조셉 매케나에게 눈을 돌렸다. 분열된 뉴욕 공화당에게 수용 가능했던 코넬리우스 뉴턴 블리스는 내무장관으로 선임되었다. 전쟁장관 자리는 미시간주 주지사를 지냈던 전직 장군 러셀 A. 알제르에게 돌아갔다. 평시에는 유능했지만, 알제르는 미국-스페인 전쟁이 시작되자 부적절하다는 것이 증명되었다. 전쟁부가 스캔들로 얼룩지자, 알제르는 1899년 중반 매킨리의 요청으로 사임했고, 엘리후 루트가 그의 뒤를 이었다. 전쟁 중 헨리 클라크 코빈 장군은 매킨리의 신뢰를 얻어 육군 부관장으로서, 매킨리 행정부의 후원 아래 사실상 육군 사령관 역할을 했다.

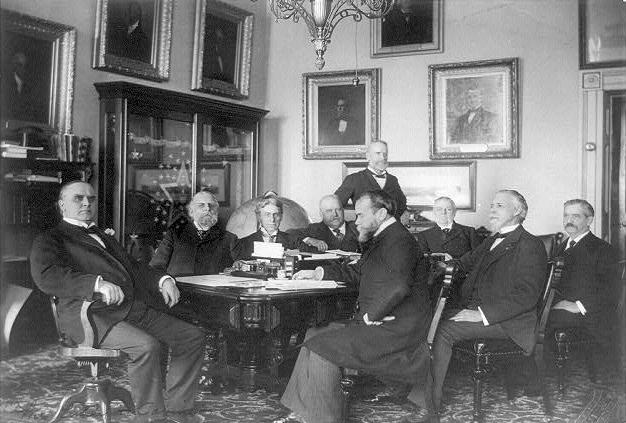
매킨리 대통령과 내각, 1898년
맨 왼쪽: 윌리엄 매킨리. 테이블 뒤 왼쪽부터 오른쪽: 라이먼 J. 게이지, 존 W. 그리그스, 존 데이비스 롱, 제임스 윌슨 (서 있음), 코넬리우스 뉴턴 블리스. 테이블 앞 왼쪽부터 오른쪽: 존 헤이, 러셀 A. 알제르, 찰스 에모리 스미스.

매킨리의 가장 논란이 많았던 내각 임명은 존 셔먼의 국무장관 임명이었다. 셔먼은 매킨리가 이 직책에 대해 첫 번째로 고려했던 인물이 아니었다; 그는 처음에 윌리엄 앨리슨 상원의원에게 제안했다. 셔먼 상원의원 임명의 한 가지 고려 사항은 한나에게 상원 자리를 제공하는 것이었고, 셔먼이 러더퍼드 B. 헤이스 대통령 하에서 재무장관을 지냈기 때문에, 오직 국무장관직만이 그를 상원에서 유인할 가능성이 있었다. 셔먼의 정신 능력은 1896년에도 이미 쇠퇴하고 있었고; 이는 정치계에서 널리 알려졌지만, 매킨리는 소문을 믿지 않았다. 셔먼의 정신적 무능력은 취임 후 점점 더 분명해졌다. 그는 종종 그의 첫 번째 보좌관이자 매킨리의 캔턴 친구인 윌리엄 R. 데이, 그리고 두 번째 비서인 앨비 A. 아디에 의해 무시되었다. 외교에 익숙하지 않은 오하이오 변호사인 데이는 회의에서 종종 말이 없었고; 아디는 다소 귀가 먹었다. 한 외교관은 이 상황을 "부서장은 아무것도 몰랐고, 첫 번째 보좌관은 아무 말도 하지 않았으며, 두 번째 보좌관은 아무것도 듣지 못했다"고 묘사했다. 매킨리는 1898년 셔먼에게 사임을 요청했고, 데이가 새로운 국무장관이 되었다. 그 해 말, 데이는 헤이스 행정부에서 국무차관을 지냈던 베테랑 외교관 존 헤이에게 자리를 물려주었다. 매킨리는 1898년에 내각에 두 가지 다른 변화를 주었다. 찰스 에모리 스미스가 병든 개리를 이어 우정총장이 되었고, 존 W. 그리그스는 매케나가 대법원에 합류한 후 법무장관 자리를 대신했다.
매킨리 재임 기간 동안 조지 B. 코텔류는 대통령의 개인 비서로 일했다. 코텔류는 사실상 백악관 대변인 및 비서실장 역할을 수행했다. 당시 관례에 따라 개릿 A. 호바트 부통령은 내각 회의에 초대되지 않았지만, 그는 매킨리에게 귀중한 조언자 역할을 했다. 호바트는 백악관 근처에 거주지를 임대했고, 두 가족은 격식 없이 서로를 방문했다. 호바트는 1899년 11월 심장 질환으로 사망했다. 부통령직의 임기 내 공석을 채우기 위한 헌법 조항이 없었기 때문에 (1967년 미국 수정 헌법 제25조 비준 전까지), 그 직책은 그의 남은 임기 동안 공석으로 남겨졌다. 1901년 3월, 1900년 선거에서 매킨리의 러닝메이트로 봉사했던 시어도어 루스벨트가 부통령이 되었다.

## 사법부 임명
스티븐 존슨 필드 대법관의 은퇴 후, 매킨리는 1897년 12월에 조셉 매케나 법무장관을 대법원에 임명했다. 이 임명은 매케나의 상원 비판자들이 그가 철도 이익과 너무 밀접하게 관련되어 있고 대법관 자격이 부족하다고 말하면서 논란을 불러일으켰다. 반대에도 불구하고 매케나의 지명은 만장일치로 승인되었다. 매케나는 컬럼비아 법학대학원에서 몇 달 동안 강의를 들으면서 법률 교육에 대한 비판에 대응했다. 매케나는 1925년까지 대법원에서 근무했으며, 종종 보수적인 판사들과 진보적인 판사들 사이에서 중도적인 입장을 취했다. 대법원 임명과 함께 매킨리는 미국 항소법원에 6명의 판사를, 미국 지방법원에 28명의 판사를 임명했다.

## 국내 정세

### 경제와 트러스트

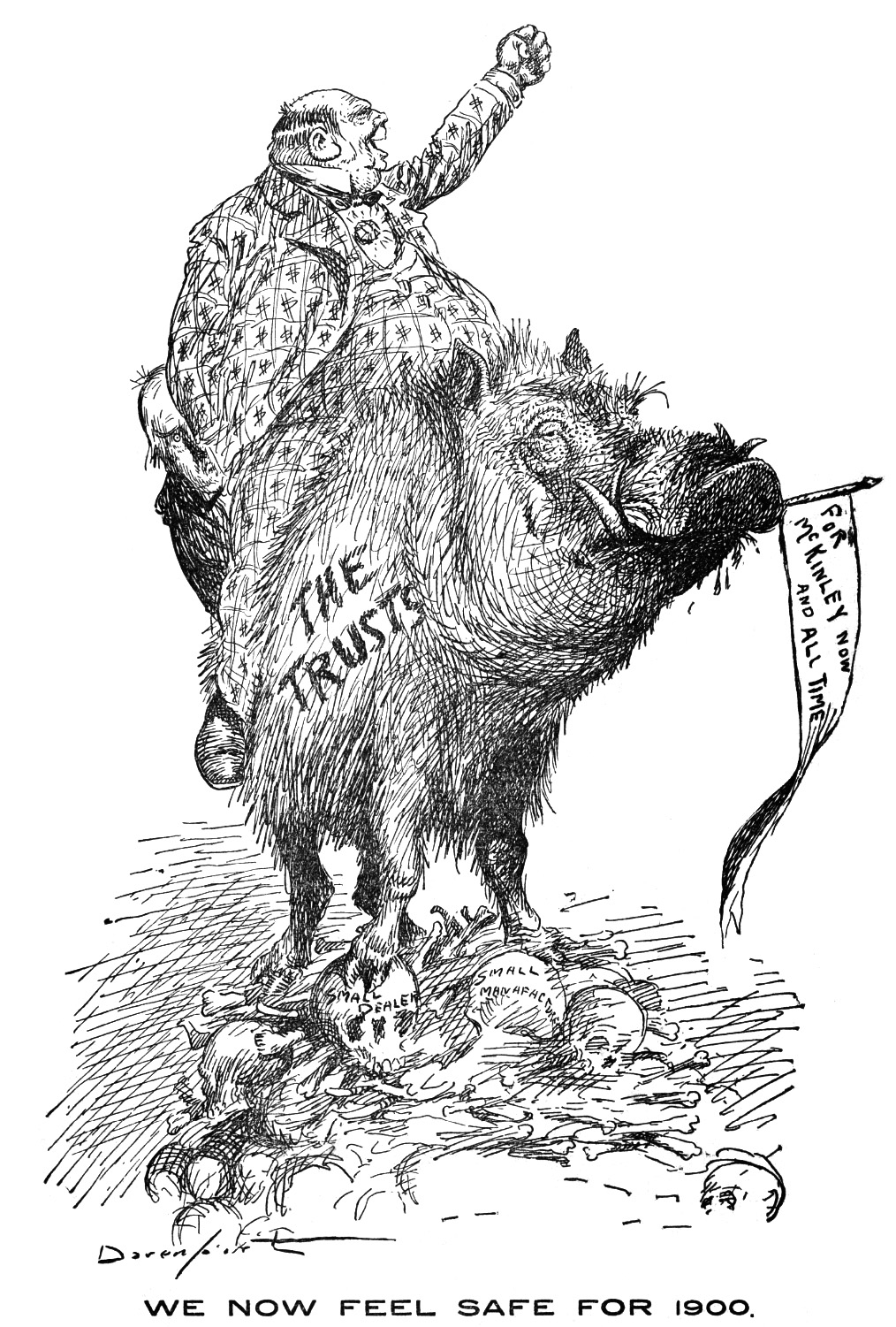
호머 대븐포트의 1899년 반독점 만화

1893년 공황 이후의 길고 깊은 불황은 1896년 말 마침내 끝났고, 1897년의 모든 경제 지표는 긍정적으로 전환되었다. 1897년 내내 비즈니스 신문과 잡지는 낙관적인 보도로 가득했다. 1898년 1월 3일자 뉴욕 상업지는 전국적으로 광범위한 기업과 산업을 조사한 후 "3년의 기다림과 잘못된 시작 끝에 수요의 물결이 마침내 안정적으로 상승하기 시작했으며, 이는 번영의 시대가 도래했음을 거의 의심할 여지 없이 보여준다"고 결론지었다. 이 신문은 1898년 1월이 "불황에서 비교적 번영으로 전환되는 시기의 정점"을 나타낸다고 보도했다. 1895년 거의 20%에 달했던 실업률은 1897년 15%, 1898년 초에는 8%로 떨어졌다.
매킨리는 트러스트에 대해 클리블랜드 행정부가 유지했던 자유방임주의적 태도를 대체로 고수했다. 조셉 매케나와 존 W. 그리그스 법무장관은 셔먼 반독점법과 대법원 판례인 미국 대 E. C. 나이트 사에 따라 일부 반독점 소송을 제기했지만, 매킨리 행정부는 많은 경우 통합이 유익할 수 있다는 견해에 공감했다. 트러스트의 역할에 대한 논쟁은 매킨리 재임 기간 내내 커졌으며, 이 문제는 매킨리 재임 이후 더욱 중요해질 것이다.

### 관세 및 통화 정책

#### 딩글리 관세

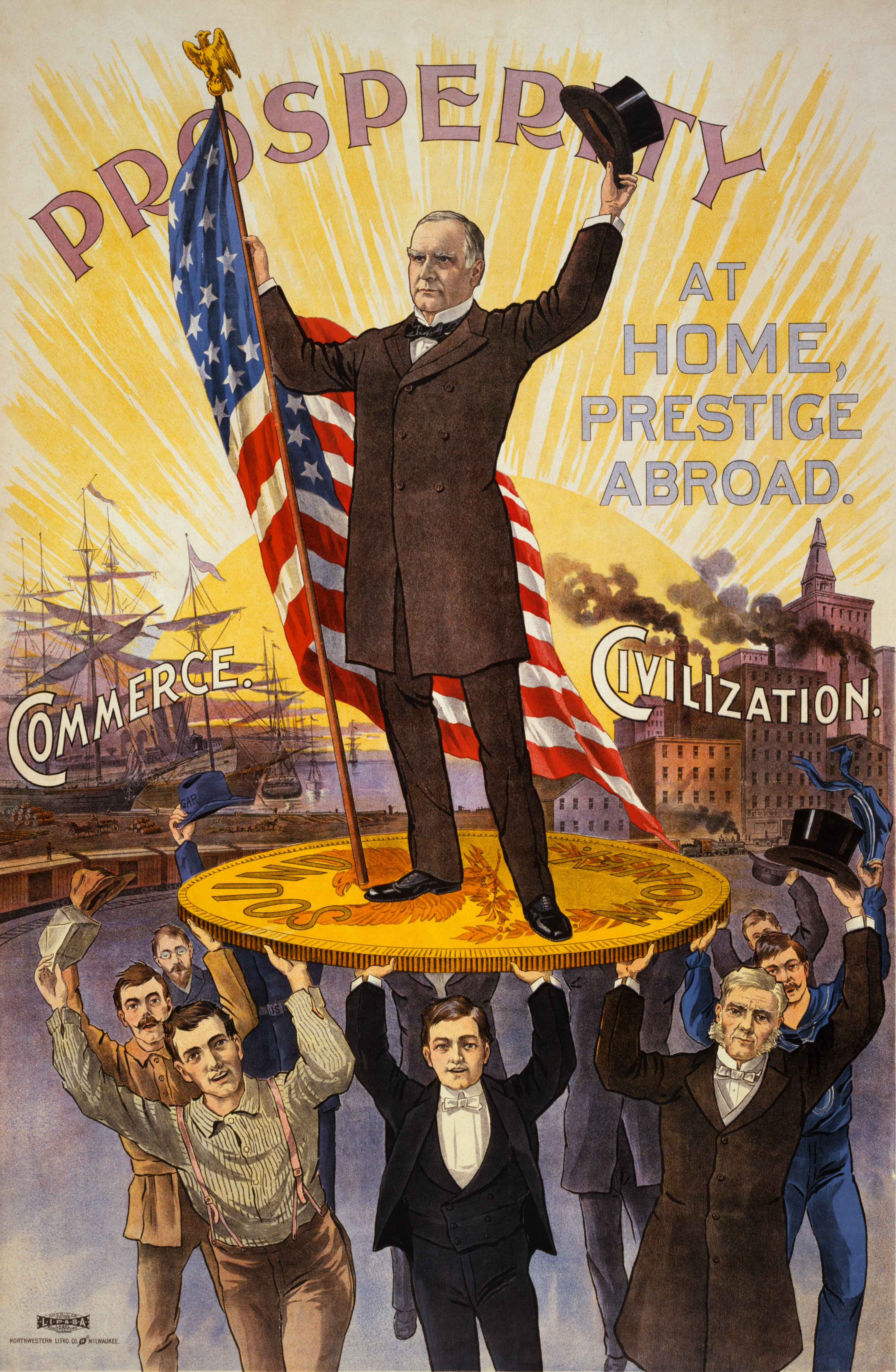
1900년 재선 포스터는 군인, 선원, 사업가, 공장 노동자 및 전문직 종사자들의 지지 속에서 금본위제에 굳건히 서 있는 매킨리를 축하한다.

1896년 선거 후, 매킨리는 관세 문제를 다루기 위해 의회 특별 회기를 소집할 것이라고 밝혔고, 딩글리 의원은 클리블랜드 대통령의 레임덕 기간 중이던 1896년 12월에 법안에 대한 청문회를 시작했다. 민주당은 높은 관세가 물가를 올려 소비자에게 피해를 준다고 주장하며 반대하는 경향이 있었지만, 매킨리와 다른 주요 공화당원들은 높은 관세가 외국 경쟁으로부터 미국 기업을 보호하는 데 필수적이라고 보았다. 또한, 관세는 정부 수입의 거의 절반을 차지했으며, 세율 인상은 1893년 공황 중에 정부가 겪었던 적자를 해소하는 데 도움이 될 수 있었다. 취임 전, 매킨리는 콜로라도의 에드워드 O. 월콧 상원의원에게 유럽으로 가서 국제 복본위제 협정 가능성을 논의하도록 허가했다. 국제 복본위제는 은화 자유 주조 지지자와 금본위제를 지지하는 사람들 사이의 중간 노선을 나타냈다.
1897년 3월 의회의 특별 회기가 열렸을 때, 딩글리는 1894년의 윌슨–고먼 관세법을 개정하기 위한 딩글리법을 제출했다. 매킨리는 양모, 설탕, 사치품에 대한 관세를 인상하는 이 법안을 지지했지만, 제안된 새로운 세율은 미국에 많은 사치품을 수출하는 프랑스를 놀라게 했다. 딩글리법은 하원을 쉽게 통과했지만, 상원에서는 저항에 부딪혔다. 상원에서 법안 통과를 위해서는 월콧을 포함한 여러 서부 공화당원들의 지지가 필요했는데, 이들의 주요 우선순위는 복본위제에 대한 국제 협정이었다. 프랑스 대표들은 새로운 관세율이 인하되면 그러한 국제 협정을 개발하는 데 미국과 협력하겠다고 제안했다. 월콧, 앨리슨, 넬슨 앨드리치, 그리고 오빌 H. 플랫이 주도하여 상원은 딩글리 법안을 수정하여 프랑스 제품에 대한 관세율을 낮추고, 국제 복본위제 협상을 담당하는 위원회를 승인했다.
국제 통화 협정 체결 가능성에 대한 의구심이 커지면서, 상원은 대통령이 관세의 상호 감면을 규정하는 양자 조약을 체결할 수 있도록 승인하는 조항을 삽입했다. 상원은 1897년 7월 자체 버전의 법안을 통과시켰고, 회의 위원회는 호혜 조항을 포함하지만 일반적으로 원본 하원 법안에서 정한 높은 관세율을 고수하는 최종 법안을 만들었다. 호혜주의를 강력히 지지했던 매킨리는 1897년 7월 말 딩글리법에 서명하여 법률로 제정했다. 매킨리 행정부는 나중에 프랑스 및 다른 국가들과 호혜 조약을 체결했지만, 상원의 반대로 비준되지 못했다. 최종 관세는 생필품으로 간주되는 제품에 가장 높았으며, 일부 수치에 따르면 딩글리 관세로 인해 생활비가 최대 25%까지 올랐다.

#### 통화 정책
의회가 관세에 대해 논의하는 동안, 미국과 프랑스는 복본위제에 대한 영국의 의향을 파악하기 위해 영국에 접근했다. 솔즈베리 경 총리 정부는 이 아이디어에 관심을 보였고, 인도 인도 총독 관저 의회가 동의한다면 인도에서 은화 주조를 재개하는 데 동의할 수 있다고 월콧에게 말했다. 금본위제에서 이탈할 가능성에 대한 소식은 금본위제 지지자들의 즉각적인 반대를 불러일으켰고, 인도 행정부의 우려로 영국은 이 제안을 거부했다. 영국의 반대로 프랑스, 영국, 미국 간의 복본위제 공동 채택 협상은 결렬되었다.
국제적 노력이 실패하자 매킨리는 은화 주조에서 벗어나 금본위제를 받아들였다. 번영이 돌아오고 클론다이크 골드러시와 호주에서 최근 발견된 금으로 인해 은화 주조 없이도 통화 공급이 증가하면서 은화 자유 주조에 대한 요구는 줄어들었다. 국제적 합의가 없는 상황에서 매킨리는 금본위제를 공식적으로 확인하는 법안을 선호했지만, 처음에는 상원의 은화 지지 세력에 의해 저지되었다. 1900년, 또 다른 선거 운동을 앞두고 매킨리는 경제 상황이 강한 동안 그러한 법안을 통과시킬 것을 의회에 촉구했다. 앨드리치와 다른 주요 상원 공화당원들은 금을 지폐 상환의 유일한 기준으로 설정하는 법안을 만들었지만, 국제 복본위제를 허용하는 조항을 포함하여 월콧과 다른 서부 공화당원들을 달랬다. 상원은 1900년 3월 당론에 가까운 표결로 법안을 통과시켰고, 매킨리는 그 달 말에 법안에 서명하여 법률로 제정했다. 민주당은 1900년에 은화 자유 주조를 선거 쟁점으로 삼으려 했지만, 큰 관심을 끌지 못했다.

### 다원주의
1896년 선거에서 매킨리의 호소력의 핵심 요소는 다원주의 정신이었다. 미국 내 어떤 집단도 배척되거나 금지되어서는 안 되었다. 모든 사람이 새로운 번영을 누릴 수 있었다. 매킨리는 인종, 민족, 지역 및 계층 측면에서 매우 폭넓은 호소력을 가지고 있었다. 브라이언이 은행가와 철도를 조롱하고 비난했던 반면, 매킨리는 재계 공동체를 환영했다. 매킨리는 미국 공장 노동자들의 높은 임금을 보호하기 위한 높은 관세의 옹호자로 유명했다. 이민 제한과 유대인, 동유럽인, 남유럽인에 대한 공격 제안은 매킨리 행정부에서 설 자리가 없었다. 그는 아일랜드 가톨릭 노동운동 지도자이자 노동기사단 조직의 창시자인 테렌스 빈센트 파우더리를 이민청장으로 임명했다. 매사추세츠의 공화당 상원의원 헨리 캐벗 로지 주니어와 그의 동맹인 이민 제한 연맹(1894년 창설)이 제안한 문맹 테스트와 같은 이민 제한은 1896년 공화당 강령에 포함되었지만, 매킨리와 의회 공화당 지도부는 그 통과를 막았다. 1890년대에 나타나기 시작했던 반가톨릭주의는 미국 보호 협회의 급격한 쇠퇴에서 볼 수 있듯이 사라졌다. 그럼에도 불구하고, 남유럽과 동유럽 출신 이민자 수의 증가로 인해 매킨리 재임 기간 동안에도 제한적인 이민법은 계속해서 지지를 받았다.

#### 남부 백인과의 화해
매킨리의 다원주의에서 최우선 순위는 백인 남부를 심리적으로, 애국적으로 미국으로 완전히 통합시키는 것이었다. 이 계획은 남부에서 점점 더 제한되고 있던 흑인의 민권과 충돌했다. 매킨리는 공식적으로 "잃어버린 대의"를 지지하지는 않았지만, 임명과 연설, 남부 백인 방문 등을 통해 손을 내밀었다. 화해는 미국-스페인 전쟁 중에 달성되었는데, 남부 전역의 입대율이 상당히 높았기 때문이었다. 빠르고 놀라운 승리는 화해 과정을 확실히 가속화했다.
역사학자 데이비드 W. 블라이트는 다음과 같이 주장한다:
잃어버린 대의는 순전히 감상주의, 정치적 논쟁, 그리고 반복적인 축하와 의식을 통해 국가 화해의 필수적인 부분이 되었다. 대부분의 남부 백인들에게 잃어버린 대의는 정당화와 갱신의 언어뿐만 아니라, 그들의 남부 자부심과 미국적 정체성을 모두 굳건히 할 수 있는 일련의 관행과 공공 기념비로 발전했다. 1890년대에 남부 연합의 기억은 더 이상 슬픔이나 패배 설명에 머물지 않았다; 그들은 인종적, 정치적, 산업적 혼란에 맞서 온 나라가 스스로를 방어할 수 있는 일련의 보수적인 전통을 제공했다. 그리고 영웅적으로 패배한 미덕으로 남부 연합 군인은 성별 불안과 무자비한 물질적 추구의 시대에 남성적인 헌신과 용기의 모델을 제공했다.

#### 늘어나는 인종 갈등

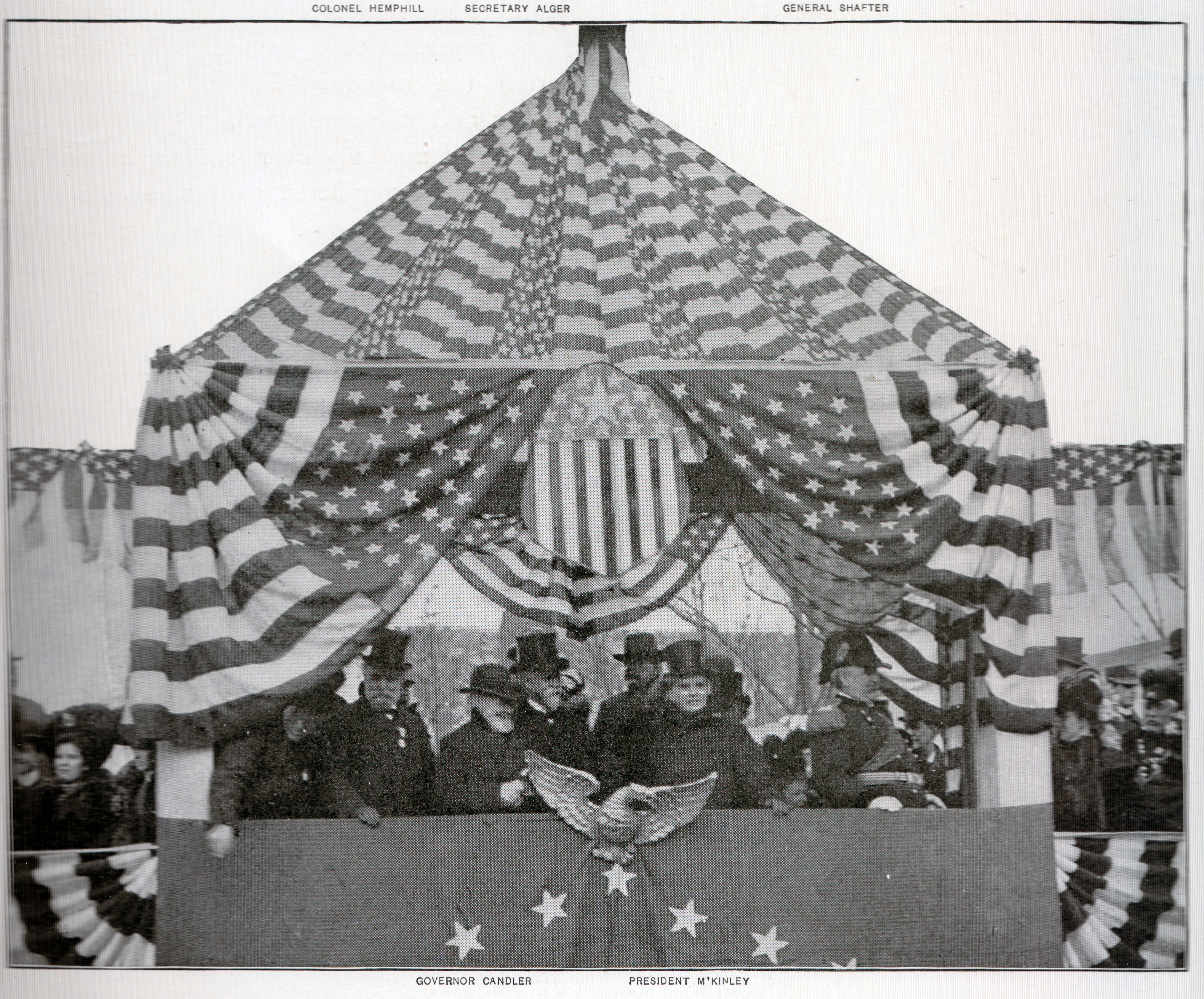
매킨리 (중앙 우측)가 조지아 주지사 앨런 D. 캔들러 (앞줄 매킨리 왼쪽)와 윌리엄 루퍼스 샤프터 장군과 함께 1898년 12월 15일 애틀랜타 평화 희년 퍼레이드를 사열하고 있다.

흑인 유권자들은 1896년 매킨리를 지지했으며, 아프리카계 미국인들은 인종 평등을 향한 진보를 희망했다. 매킨리는 주지사 시절 린치에 반대하는 목소리를 냈으며, 투표권을 가진 대부분의 아프리카계 미국인들은 1896년에 그를 지지했다. 그러나 매킨리의 우선순위는 지역주의를 종식시키는 데 있었고, 아프리카계 미국인들은 그의 정책과 임명에 전반적으로 실망했다. 매킨리가 아프리카계 미국인을 낮은 수준의 정부 직책에 일부 임명하여 칭찬을 받기도 했지만, 이러한 임명은 이전 공화당 행정부 시절보다 적었다. 재건 시대 동안 미시시피 상원의원을 지냈던 아프리카계 미국인 블랜치 브루스는 재무부 등록관직을 얻었다. 이 직책은 전통적으로 공화당 대통령이 아프리카계 미국인에게 주던 자리였다. 매킨리는 여러 흑인 우체국장을 임명했지만, 백인들이 오거스타 우체국장으로 저스틴 W. 라이언스의 임명에 반대하자 매킨리는 라이언스에게 사임할 것을 요청했다 (그는 나중에 1898년 브루스 사망 후 재무부 등록관직을 받았다). 대통령은 또한 전 노예였던 조지 B. 잭슨을 프레시디오, 텍사스 세관장에 임명했다. 북부 주들의 아프리카계 미국인들은 매킨리의 승리에 대한 자신들의 기여가 간과되었다고 느꼈는데, 그들 중 소수만이 관직에 임명되었기 때문이었다.
아프리카계 미국인들은 1898년 전쟁의 시작을 자신들의 애국심을 보여줄 기회로 보았고, 흑인 병사들은 엘 카네이와 산 후안 언덕에서 용감하게 싸웠다. 평시 육군에서 아프리카계 미국인들은 엘리트 부대를 형성했지만, 서부에서 탬파로 전쟁 참전을 위해 이동하는 동안 백인들에게 괴롭힘을 당했다. 흑인 지도자들의 압력으로 매킨리는 전쟁부에 흑인 장교들을 소위 계급 이상으로 임관하도록 요구했다. 흑인 부대원들의 영웅적인 행동은 남부의 인종 갈등을 가라앉히지 못했으며, 1898년 하반기에는 여러 차례 인종 폭력이 발생했다. 윌밍턴에서 발생한 1898년 윌밍턴 폭동으로 11명의 아프리카계 미국인이 사망했다. 매킨리는 1898년 말 남부를 순회하며 지역 화해를 희망했다. 터스키기 대학교와 부커 T. 워싱턴을 방문하는 것 외에도, 그는 조지아 의회에서 회색 배지를 달고 연설했으며, 남부 연합 기념비를 방문했다. 남부 순회 중 매킨리는 인종 갈등이나 폭력에 대해 언급하지 않았다. 대통령은 남부 백인들로부터 열광적인 환영을 받았지만, 공식 환영 위원회에서 제외된 많은 아프리카계 미국인들은 대통령의 말과 행동에 소외감을 느꼈다.
행정부의 인종 폭력에 대한 대응은 미미했으며, 이로 인해 매킨리는 흑인 지지를 더욱 잃었다. 1897년 호건스빌 (조지아주)와 이듬해 레이크시티 (사우스캐롤라이나주)에서 흑인 우체국장이 폭행당했을 때, 매킨리는 비난 성명을 발표하지 않았다. 흑인 지도자들은 매킨리의 무대응을 비판했지만, 지지자들은 대통령이 개입할 수 있는 것이 거의 없다고 반박했다. 비판자들은 최소한 전임 벤저민 해리슨 대통령처럼 공개적으로 그러한 사건을 비난할 수 있었다고 반박했다. 매킨리는 또한 남부에서 아프리카계 미국인의 참정권을 박탈하고 분리하기 위해 고안된 짐크로 법의 통과를 막기 위한 조치를 취하지 않았다. 굴드와 후대의 전기 작가 필립스에 따르면, 남부의 정치적 분위기를 고려할 때 매킨리가 인종 관계를 개선하기 위해 할 수 있는 일은 거의 없었으며, 인종 평등을 의심했던 후대 대통령 시어도어 루스벨트나 인종 차별을 지지했던 우드로 윌슨보다 더 나은 성과를 보였다.

### 공무원 개혁
엽관제와 공무원 개혁 문제는 도금 시대의 주요 쟁점 중 하나였다. 역대 대통령들은 실적주의 시스템 확장에 상당한 진전을 이루었다. 매킨리는 이 문제에 대해 중간 노선을 취하려고 했다. 그러나 더 당파적인 공화당원들은 그로버 클리블랜드 대통령이 공무원에 많은 민주당원 관료들을 남겨두었던 개혁을 경멸했다. 매킨리는 결국 당파적인 공화당원들에게 굴복하여, 1899년 5월 29일 경쟁적인 공무원 시험에서 3,000~4,000개의 직책을 면제하는 행정 명령을 발표했는데, 이는 실적주의 시스템에서 후퇴하는 것이었다.

## 외교 정책
매킨리 행정부는 1840년대 이래 처음으로 외교 문제를 의제 최상단에 올렸다. 대부분의 공화당원들은 팽창주의적 외교 정책을 지지하며, 증가하는 경제적 지배력에 부합하는 미국의 세계적 위상을 구축하려 했다. 반대는 일부 구세대 공화당원과 대부분의 민주당원을 포함한 반제국주의 세력으로부터 나왔다. 그러나 1898년에 민주당은 스페인이 쿠바의 독립 지향적인 사람들을 억압하는 것을 중단할 것을 요구하는 데 주도적인 역할을 했고 매킨리는 전쟁으로의 성급한 움직임을 막으려 했다.

### 하와이 합병

1898년 하와이 공화국의 합병

하와이는 오랫동안 미국과 매우 밀접한 정치적, 문화적, 종교적, 경제적 관계를 맺어왔다. 원주민 인구는 작은 마을에서 사실상 무력했다. 거대한 설탕 회사들은 수만 명의 노동자, 대부분 일본인을 수입했다. 팽창주의자들은 합병에 대해 이야기했고, 호놀룰루의 비즈니스 커뮤니티는 합병을 원했는데, 그렇지 않으면 일본이 군대 없는 왕으로부터 하와이를 점령할 것을 두려워했기 때문이었다. 1870년대의 호혜 조약은 하와이 왕국을 미국의 "사실상의 위성국"으로 만들었다. 릴리우오칼라니 여왕이 자신에게 절대 권력을 부여하도록 고안된 새로운 헌법을 발표할 계획을 발표하자, 그녀는 비즈니스 커뮤니티에 의해 즉시 전복되었고, 이들은 미국의 합병을 요청했다. 해리슨 대통령은 하와이를 합병하려고 시도했지만, 상원의 합병 조약 승인을 얻기 전에 임기가 끝났고, 클리블랜드는 조약을 철회했다. 클리블랜드는 그가 작은 왕국에 대한 부도덕한 행동이라고 여겼던 것을 용납하지 않을 개인적인 신념 때문에 합병에 깊이 반대했다. 또한, 합병은 하와이 설탕 수입에 반대하는 국내 설탕 산업의 반대와, 비백인 인구가 많은 섬을 획득하는 것에 반대하는 일부 민주당원들의 반대에 직면했다. 하와이의 임시 정부는 그 후 하와이 공화국을 수립했으며, 이는 세계 강대국들에게 독립 국가로 인정받았다.
매킨리는 하와이 공화국 합병을 자신의 최우선 외교 정책 목표 중 하나로 추구했다. 미국의 손에 들어간 하와이는 태평양 대부분을 지배하고 태평양 연안을 방어하며 아시아와의 무역을 확대하는 기지 역할을 할 것이었다. 공화당 의원 윌리엄 설저는 "하와이 제도는 우리에게 동양의 상업을 열어줄 열쇠가 될 것"이라고 말했다. 매킨리는 "우리는 캘리포니아만큼이나 하와이가 필요하며, 사실 그보다 훨씬 더 필요하다. 그것은 명백한 운명이다"라고 말했다. 매킨리 대통령의 입장은 하와이가 스스로 생존할 수 없다는 것이었다. 이미 섬 인구의 4분의 1이 일본인이었기 때문에 일본이 즉시 삼켜버릴 것이었다. 일본은 그 후 태평양을 지배하고 아시아와의 대규모 무역에 대한 미국의 희망을 약화시킬 것이었다.
합병 문제는 미국 전역에서 격렬하게 논의되는 주요 정치 쟁점이 되었고, 이는 1900년 대통령 선거까지 이어졌다. 그 무렵 하와이와 필리핀 모두의 합병에 대한 전국적인 공감대가 형성되었다. 역사학자 헨리 그래프는 1890년대 중반에 "의심할 여지 없이 국내 정서는 해외 식민지 쟁탈전에서 세계 강대국에 합류하려는 엄청난 힘으로 성숙하고 있었다"고 말한다.
팽창주의는 미국 반제국주의 연맹으로 조직된 강력한 전국적인 반팽창주의 운동에 의해 반대되었다. 반제국주의자들은 브라이언뿐만 아니라 산업가 앤드루 카네기, 작가 마크 트웨인, 사회학자 윌리엄 그레이엄 섬너, 그리고 남북 전쟁 시대의 많은 오랜 개혁가들의 말을 경청했다. 반제국주의자들은 제국주의가 "피지배자의 동의"에서 비롯되어야 한다는 공화주의 정부의 기본 원칙을 위반한다고 믿었다. 반제국주의 연맹은 그러한 활동이 미국 독립선언서, 조지 워싱턴의 고별 연설, 에이브러햄 링컨의 게티즈버그 연설에 표현된 자치와 비개입주의라는 미국의 이상을 포기해야 할 것이라고 주장했다. 미국 내 반제국주의 연맹 외에도 하와이에서는 합병에 강력히 반대하는 세력들이 있었다. 하와이 애국 연맹과 그 여성 단체는 모두 하와이 원주민으로 구성되어 대규모 청원 운동을 시작했다. "합병 반대 청원"이라는 제목의 이 청원은 하와이 원주민 인구의 절반 이상이 서명했다. 그러나 반제국주의자들은 훨씬 더 강력한 제국주의 세력을 막을 수 없었다. 이들은 존 헤이 국무장관, 해군 전략가 앨프리드 테이어 머핸, 헨리 캐벗 로지 주니어 상원의원, 엘리후 루트 전쟁장관, 시어도어 루스벨트가 이끌었다. 이 팽창주의자들은 신문 발행인 윌리엄 랜돌프 허스트와 조지프 퓰리처의 강력한 지지를 받았고, 이들은 대중의 흥분을 부추겼다. 머핸과 루스벨트는 경쟁적인 현대 해군, 태평양 기지, 니카라과 또는 파나마를 통한 지협 운하, 그리고 무엇보다도 가장 큰 산업 강국으로서 미국의 적극적인 역할을 요구하는 글로벌 전략을 설계했다. 그들은 일본이 전함을 보내 독립된 하와이를 점령할 준비가 되어 있으며, 그렇게 되면 캘리포니아의 사정거리에 들어오게 되어 서해안을 불안하게 만들 것이라고 경고했다. 해군은 일본과의 전쟁에 대한 첫 계획을 세웠다.
매킨리는 1897년 6월 합병 조약을 제출했지만, 반제국주의자들이 상원 3분의 2의 지지를 얻는 것을 막았다. 1898년 중반, 미국-스페인 전쟁 중에 매킨리와 그의 의회 동맹들은 합병 조치에 대한 의회 승인을 얻기 위해 다시 시도했다. 매킨리의 지지 하에 네바다주의 민주당 의원 프랜시스 G. 뉴랜즈는 하와이 합병을 규정하는 공동 결의안을 제출했다. 뉴랜즈 결의안은 민주당과 하원의장 리드와 같은 반팽창주의 공화당원들로부터 상당한 저항에 직면했지만, 매킨리의 압력으로 인해 이 법안은 의회 양원에서 큰 표차로 통과되었다. 매킨리는 1898년 7월 8일 뉴랜즈 결의안에 서명하여 법으로 제정했다. 매킨리 전기 작가 H. 웨인 모건은 "매킨리는 하와이 합병의 주역이었으며, 이를 추진하는 데 굳건한 태도를 보였다"고 언급한다. 의회는 1900년 하와이 유기법을 통과시켜 하와이 준주를 설립했다. 매킨리는 1894년부터 1898년까지 하와이 공화국 대통령을 지냈던 샌퍼드 돌을 초대 준주 주지사로 임명했다.

### 미국-스페인 전쟁

#### 쿠바 위기

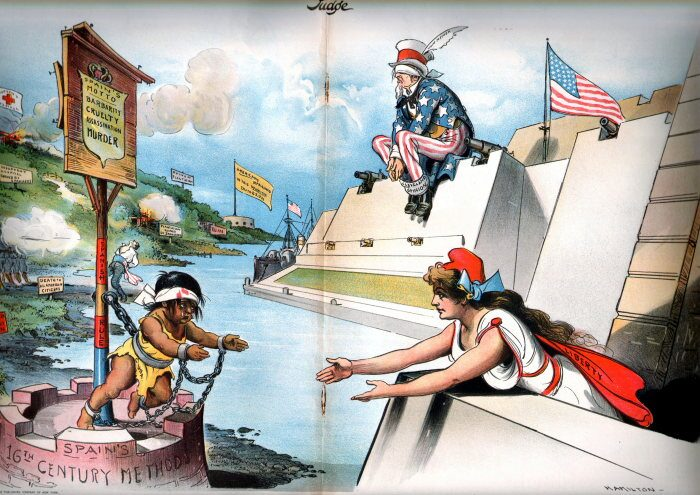
쿠바에 대한 인도주의적 개입을 요구하는 사설 만화. 1897년, 컬럼비아 (미국인)는 억압받는 쿠바를 돕기 위해 손을 내밀고 있지만, 엉클 샘 (미국 정부)은 위기를 보지 못하고 강력한 총을 사용하여 돕지 않을 것이다. 저지 잡지, 1897년 2월 6일.

매킨리가 취임할 무렵 쿠바의 반군들은 수십 년 동안 스페인 식민 통치로부터 자유를 얻기 위한 간헐적인 캠페인을 벌이고 있었다. 1895년에는 갈등이 독립 전쟁으로 확대되었다. 미국과 쿠바는 긴밀한 무역 관계를 맺고 있었고, 쿠바 반란은 이미 불황으로 약화된 미국 경제에 부정적인 영향을 미쳤다. 반란이 섬을 휩쓸면서 스페인의 보복은 더욱 가혹해졌고, 스페인 당국은 쿠바 가족들을 스페인 군사 기지 근처의 감시 캠프로 이주시켰다. 반군들은 일반 미국인들의 동정을 얻는 데 높은 우선순위를 두었고, 여론은 점점 더 반군을 지지하는 쪽으로 기울었다. 클리블랜드 대통령은 쿠바 독립이 인종 전쟁이나 다른 유럽 강대국의 개입으로 이어질 것을 우려하여 스페인의 지속적인 섬 통제를 지지했다. 매킨리 또한 평화적인 접근 방식을 선호했지만, 그는 스페인이 쿠바에 독립을 부여하거나 적어도 쿠바인들에게 어느 정도의 자치를 허용하도록 설득하기를 희망했다. 미국과 스페인은 1897년에 이 문제에 대한 협상을 시작했지만, 스페인은 쿠바 독립을 결코 양보하지 않을 것이며, 반군과 그들의 미국 지지자들은 그 이하의 어떤 것도 받아들이지 않을 것이라는 점이 분명해졌다.
기업계는 매킨리의 신중한 정책을 압도적으로 강력히 지지했다. 대기업, 금융계, 전국 각지의 상업 기업들은 전쟁에 격렬히 반대하며 평화를 요구했는데, 이는 잠재적으로 길고 비용이 많이 드는 전쟁의 불확실성이 완전한 경제 회복에 심각한 위협을 가했기 때문이었다. 주요 철도 잡지는 사설을 통해 "상업적이고 물질적인 관점에서 볼 때, 이 전쟁이 이미 많은 고통을 겪고 휴식과 평화가 절실히 필요한 시점에 일어난다는 것이 특히 뼈아프다"고 언급했다. 기업계의 강력한 반전 합의는 쿠바의 스페인 폭정을 끝내기 위해 무력이 아닌 외교와 협상을 사용하려는 매킨리의 결심을 강화했다. 반면에, 교회 지도자들과 활동가들이 정치 지도자들에게 수십만 통의 편지를 보내 쿠바 개입을 요구하면서 인도주의적 감수성은 극에 달했다. 이들 정치 지도자들은 다시 매킨리에게 전쟁에 대한 최종 결정을 의회에 넘길 것을 압박했다.
1898년 1월, 스페인은 반군들에게 일부 양보를 약속했지만, 미국 영사 피츠휴 리가 아바나에서 폭동이 일어났다고 보고하자, 매킨리는 미국의 우려를 보여주기 위해 전함 USS 메인을 아바나로 보낼 스페인의 허락을 얻었다. 2월 15일, 메인 호는 폭발하여 266명의 승무원과 함께 침몰했다. 여론은 상황을 통제하지 못한 스페인에 대한 불만을 표출했지만, 매킨리는 수사 위원회가 메인 호 폭발이 우발적인지 여부를 판단하도록 주장했다. 수사 위원회가 증거를 검토하는 동안 스페인과의 협상은 계속되었지만, 3월 20일, 위원회는 메인 호가 수중 기뢰에 의해 폭파되었다고 판결했다. 의회에서 전쟁 압력이 가중되는 가운데, 매킨리는 쿠바 독립을 위한 협상을 계속했다. 스페인은 매킨리의 제안을 거부했고, 4월 11일 매킨리는 이 문제를 의회에 넘겼다. 그는 전쟁을 요청하지 않았지만, 의회는 4월 20일 쿠바 합병 의사를 부인하는 텔러 수정안을 추가하여 전쟁을 선포했다. 유럽 강대국들은 스페인에게 협상하고 양보할 것을 촉구했다; 영국은 미국의 입장을 지지했다. 스페인은 이러한 요구를 무시하고 명예를 지키고 군주제를 유지하기 위해 훨씬 더 강력한 육군과 해군에 패배하면서도 희망 없는 전쟁을 홀로 치렀다.

#### 매킨리 역할에 대한 역사적 해석
매킨리는 1897년 말, 스페인이 위기를 해결하지 못한다면 미국은 "우리 자신, 문명, 인류에 대한 의무로 강제 개입해야 할 것"이라고 간결하게 표현했다. 대부분의 역사학자들은 쿠바인들의 비참한 상황에 대한 인도주의적 관심의 급증이 1898년 스페인과의 전쟁을 야기한 주된 동기였다고 주장한다. 루이스 페레즈는 "확실히 1898년 전쟁의 도덕적 결정 요인은 역사학에서 지배적인 설명적 비중을 차지했다"고 말한다. 그러나 1950년대에 이르러 일부 정치 과학자들은 이 정책이 이상주의에 기반을 두었기 때문에 현명하지 못했다고 주장하며, 미국 국익 측면에서 현실주의가 더 나은 정책이었을 것이라고 주장했다. 그들은 사람들이 선전과 선정적인 황색언론에 의해 의도적으로 오도되었다고 주장함으로써 이상주의를 불신했다. 1953년에 글을 쓴 정치 과학자 로버트 오스굿은 미국의 의사 결정 과정을 "자기 의로움과 진정한 도덕적 열정"이 혼합된 "십자군" 형태이자 "기사도와 국가적 자기 주장"의 결합으로 혼란스럽게 비난했다. 오스굿은 다음과 같이 주장했다.
스페인의 전제 정치, 부패, 잔인성, "도살자" 웨일러 장군의 재수용 캠프의 불결함과 질병과 야만성, 하시엔다의 황폐화, 가족의 몰살, 여성에 대한 폭력으로부터 쿠바를 해방하는 전쟁; 그것은 인류와 민주주의를 위한 한 방이 될 것이다.... 그가 믿는다면 아무도 의심할 수 없을 것이다 – 그리고 회의론은 인기가 없었다 – 쿠바 군사정부 선전의 과장과 윌리엄 랜돌프 허스트와 조지프 퓰리처의 "황색 신문"이 하루에 2백만 부씩 퍼뜨린 선정적인 왜곡과 상상력 넘치는 거짓말.
20세기 대부분 동안 역사학자들과 교과서들은 매킨리를 약한 지도자로 폄하했는데, 루스벨트가 그를 나약하다고 불렀던 것을 되풀이했다. 그들은 매킨리가 외교 정책을 통제하지 못하고 불필요한 전쟁에 동의했다고 비난했다. 그러나 1970년대에 좌우 양측에서 새로운 학문적 연구의 물결이 이전의 해석을 뒤집었다. 로버트 L. 바이스너는 매킨리를 강력한 지도자로 보는 새로운 견해를 요약했다. 그는 매킨리가 호전적이지는 않았지만, 다음과 같은 이유로 전쟁을 요구했다고 말했다.
전쟁만이 가져올 수 있는 것—그의 인도주의적 충동을 분노케 하고, 경제의 불안정성을 장기화시키며, 쿠바에 대한 미국의 투자와 무역을 파괴하고, 카리브해 문제를 해결할 수 없는 미국의 위험한 이미지를 만들고, 통제할 수 없는 광적인 애국심의 폭발을 야기할 위협이 있었으며, 중국의 역사적 사건들로부터 미국 정책 결정자들의 주의를 분산시켰던 쿠바 반란의 종식. 나약하지도 호전적이지도 않았던 매킨리는 그에게 도덕적으로 피할 수 없고 미국 국익에 필수적인 것으로 보이는 것을 요구했다.
비슷한 맥락에서 조셉 프라이는 새로운 학술적 평가를 이렇게 요약했다.
매킨리는 상당한 개인적 용기와 뛰어난 정치적 재능을 가진 품위 있고 섬세한 사람이었다. 사람을 다루는 데 능숙했던 그는 행정부 내에서 정책 결정을 철저히 통제했다....미국의 경제적, 전략적, 인도주의적 이익을 완전히 인식하고 있던 그는 재임 초기에 궁극적으로 그리고 논리적으로 전쟁으로 이어진 "정책"을 수립했다. 스페인이 "문명화된" 전쟁을 통해 반란을 진압할 수 없다면, 미국이 개입해야 할 것이었다. 1898년 초, 아바나 폭동, 드 롬 편지, 메인호 파괴, 레드필드 프록터 연설은 매킨리에게 자치 프로젝트가 실패했고 스페인이 반군을 물리칠 수 없다는 확신을 주었다. 그는 그 후 섬의 고통과 미국 정치 및 경제 문제의 불확실성을 끝내기 위해 쿠바 독립을 요구했다.

#### 전쟁의 경과
전신과 전화는 매킨리에게 이전 대통령들이 누렸던 것보다 더 큰 일상적인 전쟁 관리를 가능하게 했다. 그는 최초의 전쟁실을 만들고 새로운 기술을 사용하여 육군과 해군의 움직임을 지시했다. 매킨리는 육군 사령관 넬슨 A. 마일스와 잘 지내지 못했다. 마일스 장군과 알제르 전쟁장관을 건너뛰고, 대통령은 전략적 조언을 위해 먼저 마일스 장군의 전임자인 존 스코필드 장군, 그리고 나중에 부관장 헨리 클라크 코빈에게 의지했다. 매킨리는 정규 육군을 25,000명에서 61,000명으로 증원하는 것을 주도했다; 자원병을 포함하여 총 278,000명이 전쟁 중에 육군에서 복무했다. 매킨리는 전쟁에서 이기는 것뿐만 아니라, 남북을 다시 통합하는 것을 목표로 삼았는데, 남부 백인들은 전쟁 노력에 열정적으로 참여했으며, 한 고위 지휘관은 전 남부 연합 장군에게 돌아갔다. 그의 이상은 북부인과 남부인, 백인과 흑인이 함께 미국을 위해 싸우는 통일이었다.
1895년부터 해군은 미국과 스페인 사이에 전쟁이 발발할 경우 필리핀을 공격할 계획을 세웠다. 4월 24일, 매킨리는 조지 듀이 해군 준장이 지휘하는 아시아 함대에 필리핀 공격을 명령했다. 5월 1일, 듀이의 함대는 마닐라만 전투에서 스페인 해군을 격파하여 태평양에서 스페인 해군력을 파괴했다. 다음 달, 매킨리는 필리핀으로 파견되는 병력 수를 늘리고, 사령관인 웨슬리 메리트 소장에게 법률 시스템을 구축하고 세금을 징수할 권한을 부여했다—이는 장기 점령에 필요한 조치였다. 1898년 6월 말 병력이 필리핀에 도착할 무렵, 매킨리는 스페인이 군도를 미국에 양도해야 한다고 결정했다. 그는 이 문제에 대해 모든 견해에 열려 있다고 주장했지만, 전쟁이 진행될수록 대중이 섬을 전쟁의 전리품으로 유지할 것을 요구할 것이며, 일본이나 어쩌면 독일이 섬을 점령할 것을 우려했다.
한편 카리브해 전역에서는 대규모 정규군과 자원병 부대가 탬파 근처에 집결하여 쿠바 침공을 준비했다. 육군은 쿠바 출발 전부터 급증하는 병력에 보급하는 데 어려움을 겪었지만, 6월에는 코빈이 문제 해결에 진전을 보였다. 미 해군은 4월 쿠바 봉쇄를 시작했고, 육군은 약 8만 명의 스페인 수비대가 주둔한 섬 침공을 준비했다. 질병이 주요 요인이었다. 1898년 전투에서 전사한 미국 병사 한 명당 7명이 질병으로 사망했다. 미 육군 의료단은 열대병 치료에 큰 진전을 보였다. 플로리다에서는 긴 지연이 있었는데, 윌리엄 제닝스 브라이언 대령은 자신의 민병대가 전투에 파견되지 않아 전쟁 내내 그곳에 머물렀다.

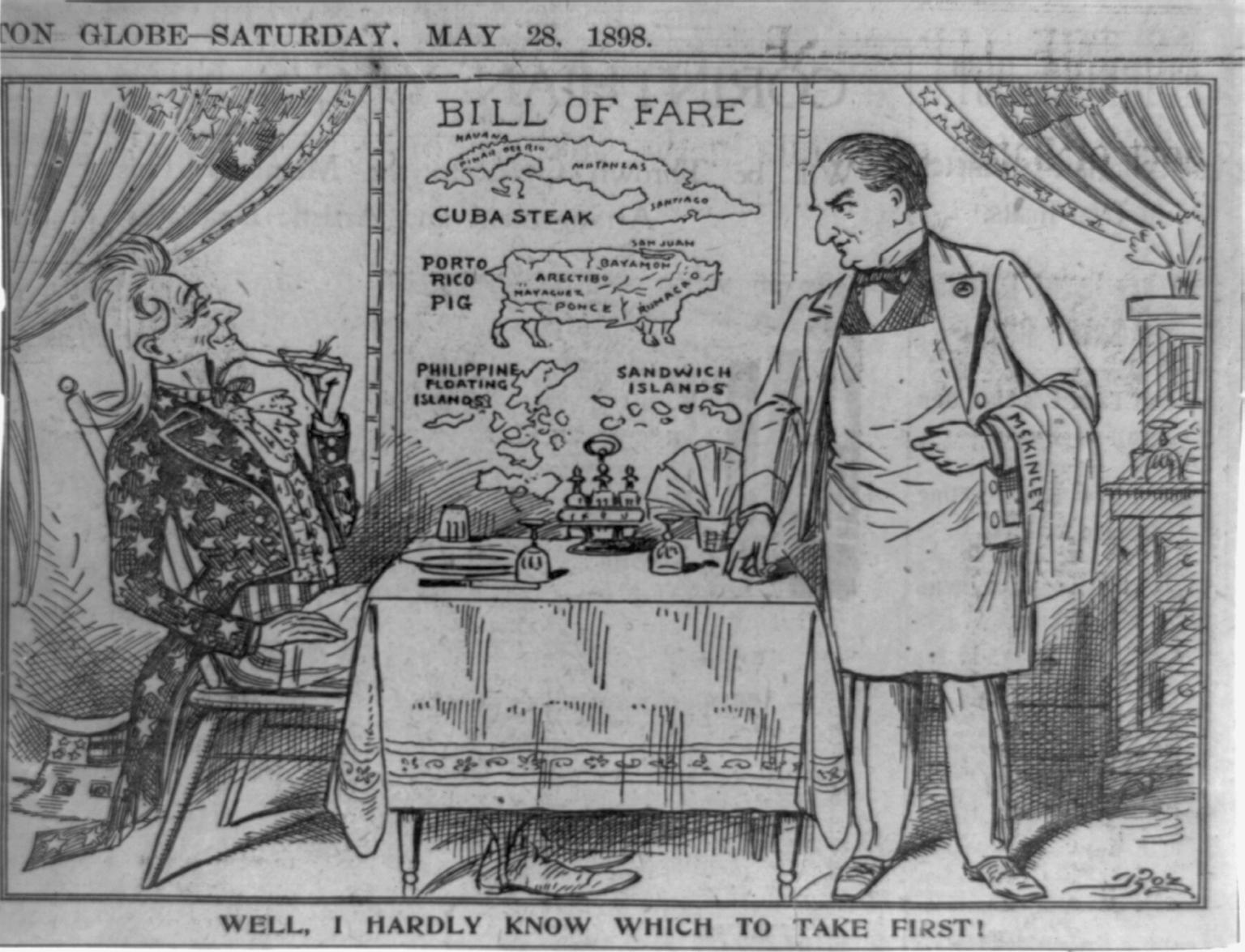
"글쎄, 뭘 먼저 가져가야 할지 모르겠네!" 삼촌 샘이 1898년 5월 18일 편집 만화에서 승리의 전리품을 축하하며 외친다.

윌리엄 루퍼스 샤프터 소장이 이끄는 전투군은 6월 20일 플로리다를 출발하여 이틀 후 산티아고데쿠바 근처에 상륙했다. 6월 24일 라스 과시마스 전투에서 소규모 교전 후, 샤프터의 군대는 7월 2일 산 후안 언덕 전투에서 스페인 군대와 교전했다. 강렬한 하루 종일의 전투 끝에 양측 모두 막대한 사상자를 냈지만 미군은 승리했다. 레너드 우드와 해군 차관보직을 사임했던 시어도어 루스벨트는 "러프 라이더스"를 이끌고 전투에 참여했다. 루스벨트의 전장 활약은 나중에 1898년 가을 선거에서 그를 뉴욕 주지사로 이끌었다. 산 후안 언덕 전투에서의 미국 승리 후, 산티아고 항구에 피신해 있던 스페인 카리브해 함대는 대양으로 향했다. 스페인 함대는 윌리엄 T. 샘프슨 후방 제독의 북대서양 함대에 의해 산티아고데쿠바 해전에서 요격되어 파괴되었는데, 이는 전쟁 중 가장 큰 해전이었다. 샤프터는 산티아고 시를 포위했고, 7월 17일 도시가 항복하면서 쿠바는 사실상 미국의 통제하에 놓였다. 매킨리와 마일스는 또한 7월에 상륙했을 때 거의 저항에 부딪히지 않은 푸에르토리코 침공을 명령했다. 스페인으로부터의 거리와 스페인 해군의 파괴로 인해 재보급이 불가능해졌고, 훨씬 강력한 육군과 해군에게 패배한 후 명예를 지킨 스페인 정부는 전쟁을 끝낼 방법을 찾기 시작했다.

#### 평화 조약

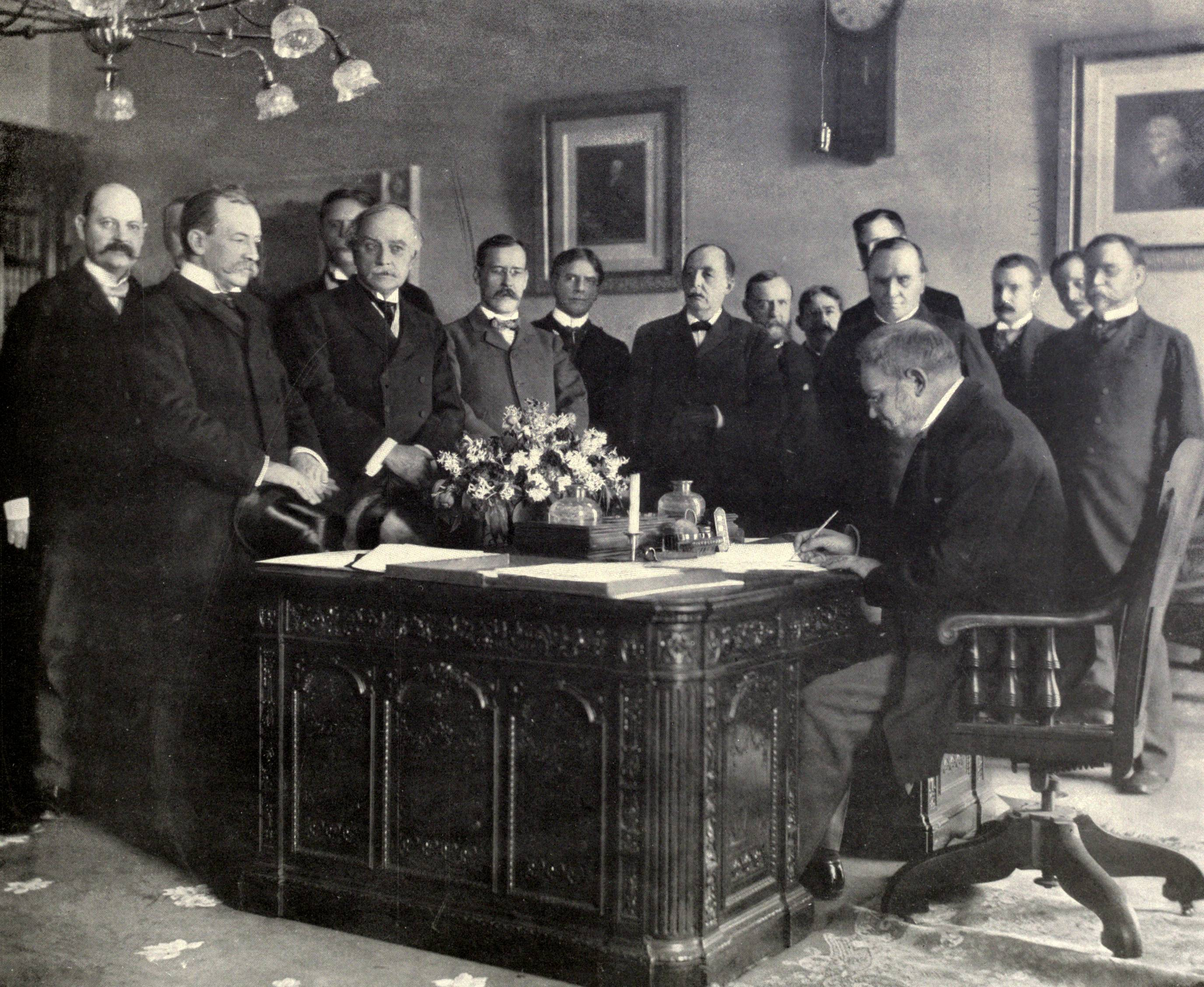
파리 조약 서명

7월 22일, 스페인은 프랑스 주미 대사인 쥘 캉봉에게 평화 협상에서 스페인을 대표할 권한을 부여했다. 스페인은 처음에는 영토 손실을 쿠바로 제한하기를 원했지만, 다른 소유물들도 전쟁의 전리품으로 요구될 것이라는 점을 빠르게 인정할 수밖에 없었다. 매킨리 내각은 스페인이 쿠바와 푸에르토리코를 떠나야 한다는 데 만장일치로 동의했지만, 필리핀에 대해서는 의견이 엇갈렸다. 일부는 전체 군도를 합병하기를 원했고, 일부는 이 지역에 해군 기지만 유지하기를 원했다. 필리핀 합병에 대한 대중의 정서는 대부분 우호적이었지만, 브라이언과 그로버 클리블랜드와 같은 저명한 민주당원들, 그리고 일부 지식인들과 구세대 공화당원들은 합병에 반대했다. 이 합병 반대자들은 미국 반제국주의 연맹을 결성했다. 매킨리는 결국 필리핀을 합병할 수밖에 없다고 결정했는데, 그가 미국이 그렇게 하지 않으면 일본이 필리핀을 장악할 것이라고 믿었기 때문이었다.
매킨리는 쿠바 해방과 푸에르토리코 합병을 기반으로 스페인과의 협상을 시작할 것을 제안했으며, 필리핀의 최종 지위는 추가 논의의 대상이 되도록 했다. 그는 미국 군대가 황열에 감염되면서 쿠바의 군사 상황이 악화되기 시작했을 때도 그 요구를 굳건히 유지했다. 스페인은 결국 8월 12일에 그러한 조건으로 휴전에 동의했고, 1898년 9월 파리에서 조약 협상이 시작되었다. 협상은 12월 18일 파리 조약이 체결될 때까지 계속되었다. 미국은 푸에르토리코와 필리핀뿐만 아니라 괌 섬도 획득했으며, 스페인은 쿠바에 대한 주장을 포기했다. 그 대가로 미국은 스페인에 2천만 달러를 지불하기로 동의했다. 매킨리는 상원이 필요한 3분의 2 찬성으로 조약을 승인하도록 설득하는 데 어려움을 겪었지만, 그의 로비와 호바트 부통령의 로비 노력 끝에 1899년 2월 6일 상원이 57대 27로 조약을 비준하는 데 성공했다. 상당수의 상원의원들이 조약에 반대했지만, 그들은 비준에 대한 대안을 지지하며 단결할 수 없었다. 쿠바는 임시적인 미국 점령 하에 놓였고, 이는 월터 리드가 이끄는 육군 의사들이 주요 의료 개혁을 시행하고 황열을 제거할 기회를 주었다.

#### 새로운 미국 제국
쿠바는 전쟁과 스페인 통치에 대한 오랜 반란으로 황폐해졌고, 매킨리는 쿠바 반군을 섬의 공식 정부로 인정하기를 거부했다. 그럼에도 불구하고 매킨리는 텔러 수정안에 구속된다고 느꼈고, 결국 쿠바에 독립을 부여할 의도로 섬에 군정을 수립했다. 루스벨트와 아마도 매킨리 자신을 포함한 많은 공화당 지도자들은 쿠바에 대한 미국의 자비로운 지도력이 결국 쿠바인들을 완전한 독립을 얻은 후 자발적으로 합병을 요청하도록 설득할 것이라고 희망했다. 합병이 이루어지지 않더라도 매킨리는 유럽의 간섭에 저항하고 미국의 이익에 우호적인 안정적인 정부를 수립하는 데 도움을 주기를 원했다. 매킨리 행정부의 의견을 반영하여 의회는 플랫 수정안을 통과시켰는데, 이는 섬에서 미국의 철수 조건을 규정했지만, 철수 약속에도 불구하고 강력한 미국의 역할을 허용했다. 쿠바는 1902년에 독립했지만, 미국은 1906년에 섬을 재점령할 것이다.
매킨리는 에밀리오 아기날도의 필리핀 원주민 정부를 인정하지 않았고, 미국과 아기날도 지지자들 간의 관계는 미국-스페인 전쟁 종결 후 악화되었다. 매킨리는 아기날도가 필리핀 인구의 소수만을 대표하며, 자비로운 미국의 통치가 평화로운 점령으로 이어질 것이라고 믿었다. 1899년 2월, 필리핀과 미국군은 마닐라 전투에서 충돌하여 필리핀-미국 전쟁이 시작되었다. 필리핀에서의 전투는 계속적인 자원 봉사 연대 배치와 함께 국내 반제국주의 운동으로부터 점점 더 큰 비판을 불러일으켰다. 엘웰 스티븐 오티스 장군 휘하에서 미군은 필리핀 반군을 격파했지만, 아기날도는 유격 전술로 전환했다. 매킨리는 윌리엄 하워드 태프트가 이끄는 위원회를 파견하여 민간 정부를 수립하도록 했고, 매킨리는 나중에 태프트를 필리핀 민간 총독으로 임명했다. 필리핀 반군은 1901년 3월 아기날도의 체포로 진압되었고, 미국은 1946년 마닐라 조약까지 섬을 통제했다.
1899년 산 시리아코 허리케인으로 푸에르토리코가 황폐화된 후, 엘리후 루트 전쟁장관은 푸에르토리코와의 모든 관세 장벽을 없앨 것을 제안했다. 그의 제안은 매킨리 행정부와 새로 획득한 영토에 대한 관세 인하를 경계하던 의회 공화당 지도자들 사이에 심각한 불화를 야기했다. 매킨리는 무관세 법안 통과를 위해 민주당 표에 의존하는 대신, 푸에르토리코 상품에 대한 관세를 딩글리 관세율의 일부로 낮추는 법안에 대해 공화당 지도자들과 타협했다. 관세 법안을 심의하는 동안, 상원은 또한 푸에르토리코 민간 정부 설립 법안에 대한 청문회를 시작했으며, 상원은 당론에 따라 이 법안을 통과시켰다. 매킨리는 1900년 4월 12일 포에이커법에 서명하여 법률로 제정했다. 이 법안의 조항에 따르면, 푸에르토리코 상품에 대한 관세로 징수된 모든 수입은 푸에르토리코를 위해 사용될 것이며, 푸에르토리코 정부가 자체 조세 제도를 수립하면 관세는 효력을 상실할 것이었다. 1901년 도서 판례에서 대법원은 푸에르토리코 정부 수립을 포함하여 미국-스페인 전쟁에서 획득한 영토에 대한 매킨리 행정부의 정책을 지지했다.

### 중국
스페인과의 평화 협상이 시작되기도 전에 매킨리는 의회에 아시아 무역 기회를 조사할 위원회 구성을 요청하고, 모든 국가가 중국과 자유롭게 무역하고 어떤 국가도 중국의 영토 보전을 침해하지 않을 것이라는 "문호개방정책"을 주장했다. 존 헤이 국무장관은 문호개방정책을 추진하는 메모를 유럽 강대국들에게 보냈다. 영국은 이 아이디어를 지지했지만, 러시아는 반대했다; 프랑스, 독일, 이탈리아, 일본은 원칙적으로 동의했지만, 다른 모든 국가들이 동의하는 경우에만 그러했다.

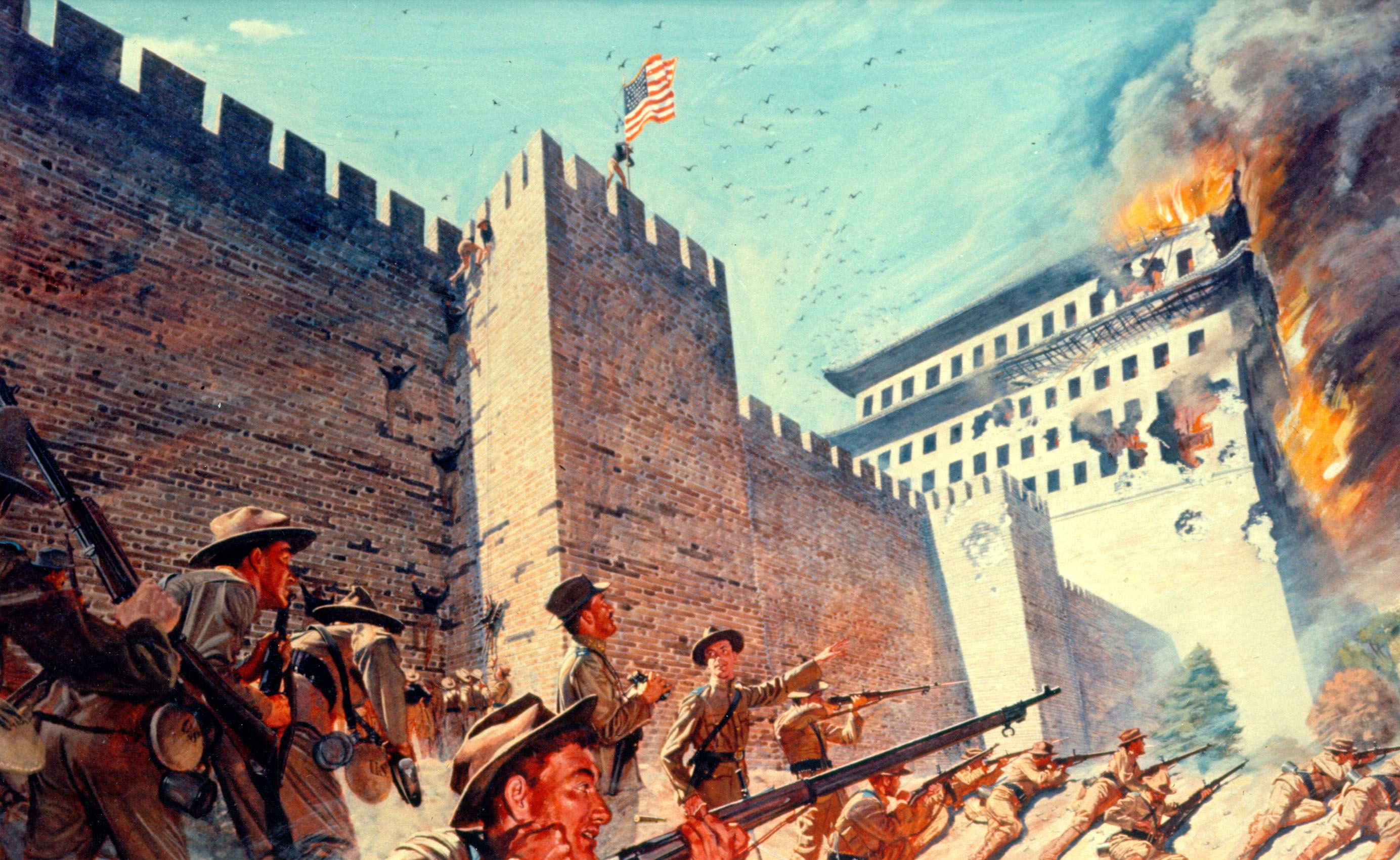
1900년 8월 의화단 운동 중 베이징시의 국제 레가시 포위전을 해제하기 위해 미국 병사들이 성벽을 오르고 있다.

1900년 의화단 운동이 중국 내 외국인과 그들의 재산을 위협하면서 미국 선교사들이 위협받았고 중국과의 무역이 위태로워졌다. 베이징시에 있던 미국인과 다른 서양인들은 포위되었고, 다른 서방 강대국들과 협력하여 매킨리는 1900년 6월 중국 원정대에 5,000명의 병력을 파견하도록 명령했다. 다음 달 서양인들은 구조되었지만, 일부 의회 민주당원들은 매킨리가 의회와 협의 없이 병력을 파견한 것에 반대했다. 매킨리의 행동은 그의 후임자들이 군대에 대해 비슷한 독립적인 통제권을 행사하도록 하는 선례를 만들었다. 반란이 끝난 후, 미국은 문호개방정책에 대한 약속을 재확인했으며, 이는 중국에 대한 미국 정책의 기반이 되었다. 중국이 지불한 배상금을 사용하여 중국 학생들이 미국 학교로 오도록 했다.

### 파나마 운하 계획
존 헤이 국무장관은 중앙아메리카 횡단 운하 건설 가능성에 대해 영국과 협상에 참여했다. 두 나라는 1850년에 체결한 클레이턴–불워 조약으로 인해 어느 쪽도 운하에 대한 독점적인 통제권을 확립하는 것이 금지되었다. 미국-스페인 전쟁은 남아메리카 남단 혼곶보다 더 가까운 연결 없이 양대양 해군을 유지하는 것의 어려움을 드러냈다. 미국 기업, 인도주의 및 군사적 이해관계가 미국-스페인 전쟁 이후 아시아에 더욱 깊이 관여하게 되면서 운하는 그 어느 때보다 필수적으로 보였고, 매킨리는 조약 재협상을 추진했다. 계속되는 제2차 보어 전쟁으로 인해 주의가 분산된 영국은 새로운 조약을 협상하는 데 동의했다. 헤이와 영국 대사 줄리앙 폰스포트는 미국이 미래 운하를 통제할 수 있다는 데 동의했지만, 모든 선박에 개방되어 있고 요새화되지 않아야 한다는 조건이 붙었다. 매킨리는 이 조건에 만족했지만, 상원은 운하 요새화가 허용되어야 한다고 요구하며 이를 거부했다. 헤이는 이 거부에 당황하여 사임을 제안했지만, 매킨리는 이를 거부하고 상원의 요구를 달성하기 위해 협상을 계속하라고 지시했다. 그는 성공하여 새로운 조약이 초안되었고 승인되었지만, 1901년 매킨리 암살 이전에는 이루어지지 않았다. 매킨리는 또한 중앙아메리카 운하 부지로 니카라과보다 파나마를 선택하는 데 큰 역할을 할 이스미안 운하 위원회를 임명했다. 파나마 운하는 결국 1914년에 완공될 것이다.

## 1900년 선거

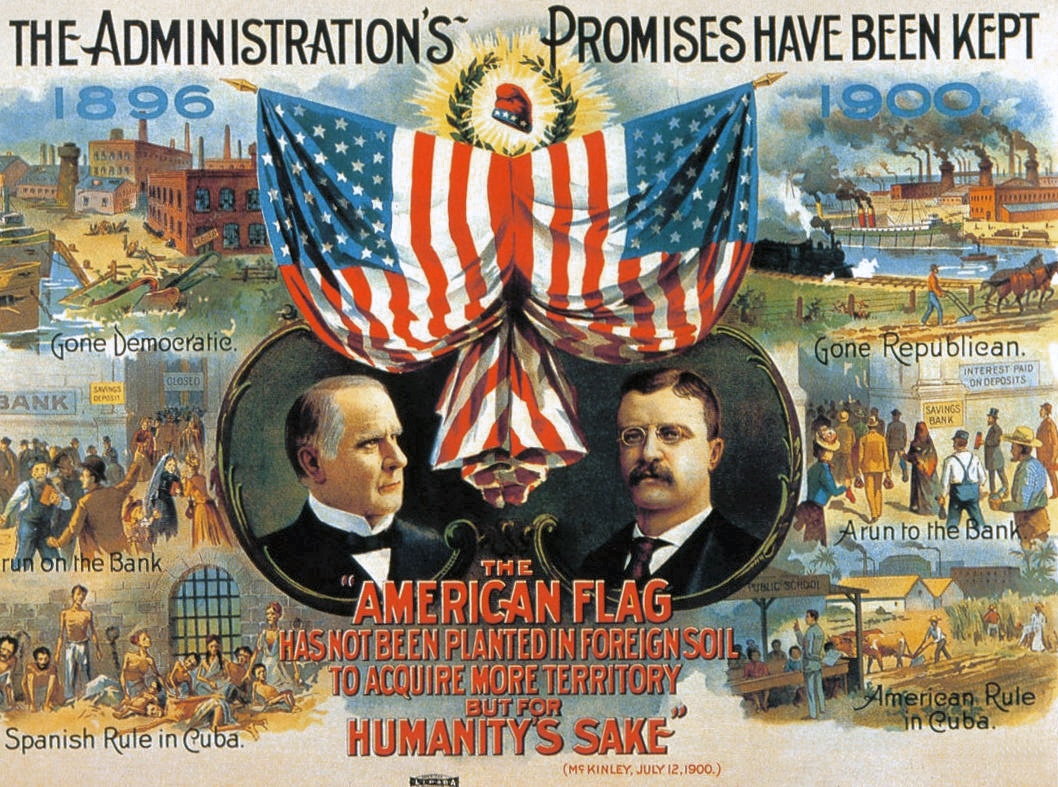
매킨리는 1900년에 번영과 승리의 업적을 내세워 브라이언을 여유 있게 물리쳤다.

1899년 전국 주 및 지방 선거에서 공화당이 전반적으로 성공을 거두면서 매킨리는 1900년 재선 가능성에 대해 낙관적이었다. 매킨리가 공화당 내에서 광범위한 인기를 누리면서 1900년 공화당 전당대회에서 그의 재지명은 확실했지만, 1899년 개릿 A. 호바트 부통령의 사망으로 러닝메이트의 정체는 불분명했다. 대통령은 개인적으로 엘리후 루트 전쟁장관이나 전 내무장관 코넬리우스 뉴턴 블리스를 선호했고, 시어도어 루스벨트 주지사, 존 데이비스 롱 해군장관, 세스 로우, 앤드루 딕슨 화이트 대사, 윌리엄 B. 앨리슨 상원의원, 아이오와주 조나단 P. 돌리버 의원도 잠재적인 러닝메이트로 거론되었다.
1900년 6월 필라델피아에서 전당대회가 시작되었을 때, 잠재적 러닝메이트 중 압도적인 지지를 받는 사람은 없었지만, 루스벨트는 전국적으로 가장 광범위한 지지를 얻고 있었다. 매킨리는 공개적으로는 무관심한 태도를 유지했지만, 한나는 뉴욕 주지사에 강력히 반대했다. 한나의 입장은 정치 보스이자 뉴욕 상원의원인 토머스 플랫의 노력으로 약화되었는데, 그는 루스벨트의 개혁 의제에 반대하여 루스벨트를 부통령으로 만들어 주지사직에서 물러나게 하려 했다. 6월 21일, 매킨리는 만장일치로 재지명되었고, 한나의 마지못한 승낙과 함께 루스벨트는 첫 번째 투표에서 부통령 후보로 지명되었다. 민주당 전당대회는 다음 달 캔자스시티에서 열려 윌리엄 제닝스 브라이언을 지명했고, 1896년 선거의 재대결이 성사되었다.

1900년 선거인단 투표 결과

후보자는 같았지만, 선거 쟁점은 바뀌었다. 은화자유주조는 여전히 많은 유권자들을 움직이는 문제였지만, 공화당은 전쟁에서의 승리와 국내 번영에 초점을 맞췄는데, 이는 그들의 당에 유리하다고 믿는 쟁점이었다. 민주당은 전쟁이 인기 있었음을 알았고, 제국주의 문제는 덜 확실했지만, 그들은 트러스트와 기업 권력 문제에 집중하여 매킨리를 자본과 대기업의 종복으로 묘사했다. 1896년과 마찬가지로 브라이언은 전국을 순회하며 연설했고, 매킨리는 집에 머물렀다. 브라이언의 매킨리 퇴진 운동은 국가의 전반적인 번영과 민주당 내 파벌주의를 포함한 여러 도전에 직면했다. 루스벨트는 공화당 선거 운동의 주요 연설자로 부상했으며, 한나는 펜실베이니아 석탄 광부 파업을 해결하여 대의에 기여했다.
브라이언의 선거 운동은 1896년처럼 유권자들을 흥분시키지 못했고, 관찰자들은 매킨리가 쉽게 재선될 것으로 예상했다. 1900년 11월 6일, 매킨리는 1872년 이후 공화당이 거둔 가장 큰 승리를 얻었다. 브라이언은 솔리드 사우스 외에 4개 주만을 얻었고, 심지어 고향인 네브래스카주도 잃었다. 네브래스카에서 이러한 역전이 일어난 이유는 번영, 포퓰리스트 당의 붕괴, 주 내 공화당의 집중적인 선거 운동, 그리고 브라이언이 자신의 지지층을 소홀히 했기 때문이었다. 전국적으로 투표율은 78.3%에서 71.6%로 떨어졌다. 동시에 치러진 의회 선거에서도 공화당은 양원을 모두 장악했다.

## 암살

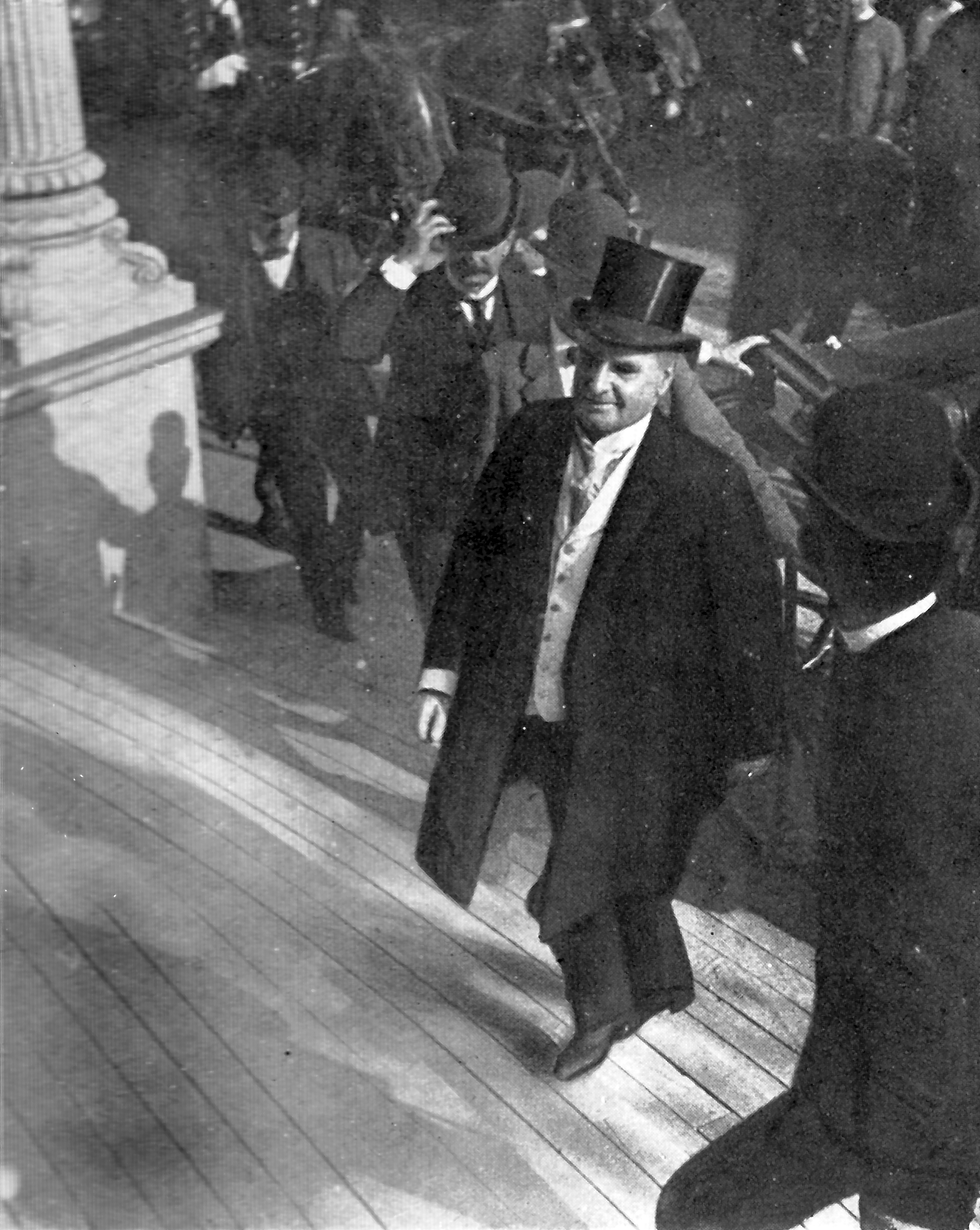
1901년 9월 6일, 음악의 전당에 들어서는 매킨리

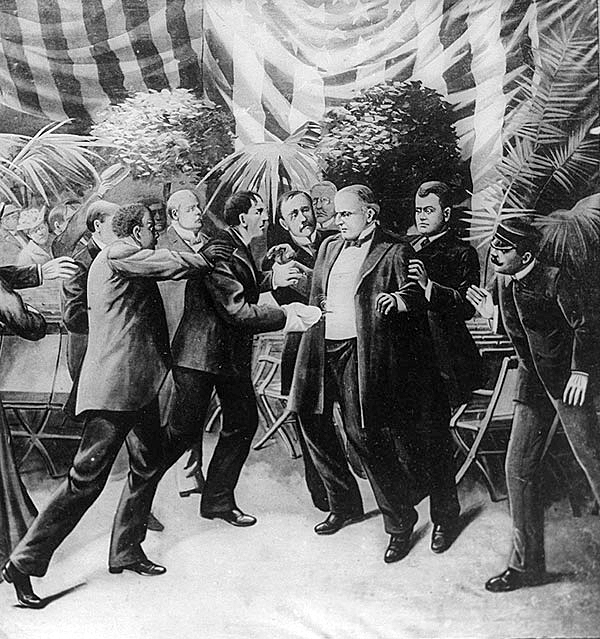
매킨리 총격 사건을 묘사한 화가의 그림

대통령 개인 비서인 조지 B. 코텔류는 1900년 움베르토 1세 암살을 포함한 유럽에서 발생한 무정부주의자들의 여러 암살 사건 이후 대통령의 안전에 대해 우려하기 시작했다. 코텔류는 1901년 9월 버펄로의 판아메리칸 박람회 방문 시 대통령의 공개 환영 행사를 두 번이나 취소하려 했지만, 매킨리는 대중과의 만남을 즐긴다며 취소를 거부했다. 9월 5일, 대통령은 약 5만 명의 인파 앞에서 판아메리칸 박람회 연설을 했다. 이 연설은 매킨리의 두 번째 임기 계획을 보여주는 것으로, 대통령은 미국 제조업체들이 해외 시장에 접근할 수 있도록 다른 국가들과의 호혜 조약을 촉구했다. 연설 후, 매킨리는 무정부주의자 리언 촐고츠를 포함한 많은 방문객들과 악수를 나누었다. 엠마 골드만의 연설에 영감을 받은 촐고츠는 매킨리를 암살할 의도로 박람회에 왔다. 촐고츠는 손수건 속에 총을 숨겼고, 줄의 맨 앞에 다다르자 매킨리의 복부를 두 번 총으로 쏘았다. 매킨리는 박람회 구급실로 옮겨졌고, 의사는 두 번째 총알을 찾지 못했다.
총격 후 며칠 동안 매킨리는 상태가 호전되는 것처럼 보였고, 의사들은 점점 더 낙관적인 소식을 전했다. 소식을 듣고 버팔로로 달려왔던 내각 구성원들은 흩어졌고, 루스벨트 부통령은 애디론댁산맥으로 캠핑을 떠났다. 그러나 의사들은 모르는 사이에 매킨리를 죽일 괴저가 위벽에서 자라 혈액을 서서히 독살하고 있었다. 9월 13일 아침, 매킨리의 상태는 악화되었고, 9월 14일 오전 2시 15분, 매킨리 대통령은 사망했다. 시어도어 루스벨트는 급히 돌아와 버팔로에서 대통령 취임 선서를 했다. 매킨리 사망 9일 후 살인 혐의로 재판에 회부된 촐고츠는 유죄 판결을 받고 1901년 10월 29일 전기의자형으로 처형되었다.
굴드는 "국민들은 매킨리의 서거 소식에 진심 어린 슬픔의 물결을 경험했다"고 보고한다. 갑작스러운 불확실성에 직면한 주식 시장은 급락했지만, 애도 속에서는 거의 눈에 띄지 않았다. 국민들은 기차가 실어 나르는 관에 주목했다. 먼저 워싱턴으로 향해 국회 의사당에 안치되었고, 그 다음 매킨리의 고향 캔턴으로 향했다. 9월 18일, 캔턴의 스타크 카운티 법원에서도 백만 명에 달하는 사람들이 비를 맞으며 몇 시간 동안 기다려 열린 관을 지나갔다. 다음 날, 제일 감리교회에서 장례식이 거행되었다. 관은 봉인되어 매킨리 자택으로 옮겨져 친척들이 마지막 작별을 고했다. 그 후 관은 캔턴의 웨스트 론 묘지에 있는 안치실로 운반되어, 이미 계획 중이던 매킨리 기념관의 건설을 기다렸다.

## 역사적 평가
매킨리의 전기 작가 H. 웨인 모건은 매킨리가 역사상 가장 사랑받는 대통령으로 사망했다고 언급한다. 그러나 젊고 열정적인 루스벨트는 전임자 사망 후 빠르게 대중의 주목을 받았다. 새로운 대통령은 매킨리가 다른 국가들과 협상하려 했던 상호 무역을 확보하기 위한 노력을 거의 하지 않았다. 루스벨트가 대통령으로 재임한 7년 반 동안 논란과 대중의 관심이 그에게 집중되면서 매킨리에 대한 기억은 희미해졌다. 1920년까지 굴드에 따르면, 매킨리 행정부는 "시어도어 루스벨트의 활력과 에너지에 대한 평범한 서곡"에 불과한 것으로 여겨졌다. 1950년대부터 매킨리는 더 긍정적인 평가를 받기 시작했지만, 여전히 미국 대통령 순위 조사에서는 중간 정도에 머물렀고, 종종 헤이스와 클리블랜드와 같은 동시대 인물들보다 낮은 순위를 기록했다. 2018년 미국정치학회 대통령 및 행정 정치 섹션의 설문조사에서는 매킨리를 22번째로 좋은 대통령으로 평가했으며, 2017년 C-SPAN의 역사학자 설문조사에서는 매킨리를 16번째로 좋은 대통령으로 평가했다. 모건은 이러한 상대적으로 낮은 순위가 역사학자들 사이에서 매킨리 재임 기간 동안의 많은 결정이 국가의 미래에 지대한 영향을 미쳤지만, 그가 대중의 여론을 이끌기보다는 따랐다는 인식 때문이며, 매킨리의 위상이 대통령직에 대한 변화된 대중의 기대 때문에 타격을 입었다고 주장한다.
매킨리의 당선이 제3차 정당제와 제4차 정당제라고 불리는 두 정치 시대 사이의 전환기였다는 점에 대해 역사학자들 사이에 광범위한 합의가 있었다. 케네스 F. 워렌은 매킨리가 대표하는 친기업적이고 산업적이며 현대화하는 프로그램에 대한 국가적 의지를 강조한다. 역사학자 대니얼 P. 클링하드는 매킨리가 1896년 선거 운동을 개인적으로 통제한 것이 그가 국민의 목소리를 대변함으로써 단순히 당 강령을 따르기보다는 대통령직을 재편할 기회를 주었다고 주장했다. 그러나 최근에는 공화당 정치인 칼 로브가 2000년대에 매킨리를 대규모 정치적 재편의 주역으로 칭송하자, 데이비드 메이휴와 같은 일부 학자들은 1896년 선거가 진정으로 재편을 나타냈는지에 대해 의문을 제기하며, 매킨리가 그 공로를 인정받을 자격이 있는지 문제 삼았다. 역사학자 마이클 J. 코르지는 2005년에 매킨리를 의회의 지배에서 현대의 강력한 대통령으로의 전환에서 핵심 인물로 보는 것은 매력적이지만, 이러한 변화는 19세기 후반부터 20세기 초까지 점진적인 과정이었다고 주장했다.
매킨리 재임 기간의 논란이 되는 측면은 영토 확장과 제국주의이다. 미국은 쿠바를 해방시키고 1946년에 필리핀에 독립을 부여했다. 푸에르토리코는 모호한 지위를 유지하고 있다. 하와이는 주이고, 괌은 여전히 영토이다. 1898년의 영토 확장은 미국 제국주의의 정점이었다. 모건은 그 역사적 논의를 미국이 세계 강대국으로 부상하는 것에 대한 논쟁의 하위 집합으로 본다. 그는 매킨리의 행동에 대한 논쟁이 무기한으로 계속될 것이며 해결되지 않을 것이라고 예상하며, 미국의 팽창에서 매킨리의 행동을 어떻게 평가하든, 그의 동기 중 하나는 필리핀인과 쿠바인들의 삶을 더 나은 방향으로 변화시키려는 것이었다고 주장한다.

## 같이 보기
- 필리핀 제도 군사 정부

## 내용주
1. ↑  호바트 부통령은 재임 중 사망했다. 이는 1967년 미국 수정 헌법 제25조가 채택되기 전이었기 때문에 부통령직의 공석은 다음 선거와 취임 때까지 채워지지 않았다.

### 인용된 자료
- Bacote, Clarence A. (July 1959). 《Negro officeholders in Georgia under President McKinley》. 《The Journal of Negro History》 44. 217–239쪽. doi:10.2307/2716432. JSTOR 2716432. S2CID 150351395.
- Bailey, Thomas A. "Was the Presidential Election of 1900 a Mandate on Imperialism?." Mississippi Valley Historical Review 24.1 (1937): 43–52. in JSTOR
- Bloodworth, Jeffrey (2009). 《For Love or for Money?: William Mckinley and the Spanish–American War》. 《White House Studies》 9. 135–157쪽.
- Cherny, Robert W. (1997). 《American Politics in the Gilded Age: 1868 – 1900》. Hoboken, NJ: Wiley-Blackwell.
- Connolly, Michael J. (2010). 《'I Make Politics My Recreation': Vice President Garret A. Hobart and Nineteenth Century Republican Business Politics》. 《New Jersey History》 125. 29–31쪽. doi:10.14713/njh.v125i1.1019.
- Gould, Lewis L. (1980). 《The Presidency of William McKinley》. American Presidency. Lawrence, Kansas: University Press of Kansas. ISBN 978-0-7006-0206-3.
- Herring, George (2008). 《From Colony to Superpower: U.S. Foreign Relations Since 1776》. Oxford University Press.
- Horner, William T. (2010). 《Ohio's Kingmaker: Mark Hanna, Man and Myth》. Athens, Ohio: Ohio University Press. ISBN 978-0-8214-1894-9.
- Jensen, Richard (1971). 《The Winning of the Midwest: Social and Political Conflict, 1888–1896》. Chicago: The University of Chicago Press. ISBN 978-0-226-39825-9.
- Jones, Stanley L. (1964). 《The Presidential Election of 1896》. Madison: University of Wisconsin Press.
- Kazin, Michael (2006). 《A Godly Hero: The Life of William Jennings Bryan》. Knopf. ISBN 978-0375411359.
- Klinghard, Daniel P. (2005). 《Grover Cleveland, William McKinley and the Emergence of the President as Party Leader》. 《Presidential Studies Quarterly》 35. 736–760쪽. doi:10.1111/j.1741-5705.2005.00274.x. JSTOR 27552726.
- Korzi, Michael J. (January 2004). 《A New Migration of Political Forces: Party Decline and Presidential Leadership in Late Nineteenth-Century America》. 《Polity》 36. 251–282쪽. doi:10.1086/POLv36n2ms3235481. JSTOR 3235481. S2CID 157657655.
- Lafeber, Walter (1986). 《The 'Lion in the Path': The U.S. Emergence as a World Power》. 《Political Science Quarterly》 101. 705–718쪽. doi:10.2307/2150973. JSTOR 2150973.
- Leech, Margaret (1959). 《In the Days of McKinley》. New York: Harper and Brothers. OCLC 456809.
- McCullough, David (1977). 《바다 사이의 길》. New York: Touchstone. ISBN 978-0-671-24409-5.
- McElroy, Richard L. (1996). 《William McKinley and Our America》. Canton, Ohio: Stark County Historical Society. ISBN 978-0-9634712-1-5.
- Miller, Scott (2011). 《The President and the Assassin》. New York: Random House. ISBN 978-1-4000-6752-7.
- Morgan, H. Wayne (2003). 《William McKinley and His America》 revis판. The Kent State University Press. ISBN 978-0-87338-765-1.
- Nice, David C. (September 1984). 《The Influence of War and Party System Aging on the Ranking of Presidents》. 《The Western Political Quarterly》 37. 443–455쪽. doi:10.2307/448445. JSTOR 448445.
- Nichols, Jeannette P. (December 1933). 《Silver Diplomacy》. 《Political Science Quarterly》 48. 565–588쪽. doi:10.2307/2142930. JSTOR 2142930.
- Offner, John L. (March 2004). 《McKinley and the Spanish–American War》. 《Presidential Studies Quarterly》 34. 50–61쪽. doi:10.1111/j.1741-5705.2004.00034.x. JSTOR 27552563.
- Osborne, Thomas J. (August 1981). 《Trade or War? America's Annexation of Hawaii Reconsidered》. 《Pacific Historical Review》 50. 285–307쪽. doi:10.2307/3639601. JSTOR 3639601.
- Phillips, Kevin (2003). 《William McKinley》. New York: Times Books. ISBN 978-0-8050-6953-2.
- Pratt, Walter F. (1999). 《The Supreme Court under Edward Douglass White, 1910–1921》. Columbia, SC: University of South Carolina Press. ISBN 978-1-57003-309-4.
- Rauchway, Eric (July 2005). 《William McKinley and Us》. 《The Journal of the Gilded Age and Progressive Era》 4. 235–253쪽. doi:10.1017/S1537781400002644. JSTOR 25144402. S2CID 162552066.
- Semonche, John E. (2009). 〈McKenna, Joseph〉.   Newman, Roger K. 《The Yale Biographical Dictionary of American Law》. New Haven, Connecticut: Yale University Press. ISBN 978-0-300-11300-6.
- Williams, R. Hal (2010). 《Realigning America: McKinley, Bryan and the Remarkable Election of 1896》. Lawrence, Kansas: University Press of Kansas. ISBN 978-0-7006-1721-0.

## 더 읽어보기

### 도서
- Anthony, Carl Sferrazza. Ida McKinley: The Turn-of-the-Century First Lady Through War, Assassination, and Secret Disability (2013) excerpt
- Auxier, George W. "The Cuban question as reflected in the editorial columns of Middle Western newspapers (1895–1898)" (PhD dissertation, Ohio State University, 1938) complete text online
- Dobson, John M. Reticent Expansionism: The Foreign Policy of William McKinley (1988)
- Gould, Lewis L. The Spanish–American War and President McKinley (University Press of Kansas, 1982). online
- Grenville, John A. S. and George Berkeley Young. Politics, Strategy, and American Diplomacy: Studies in Foreign Policy, 1873–1917 (1966) pp 239–66 on"The breakdown of neutrality: McKinley goes to war with Spain"
- Harpine, William D. (2005). 《From the Front Porch to the Front Page: McKinley and Bryan in the 1896 Presidential Campaign》. College Station, Texas: Texas A&M University Press. ISBN 978-1-58544-559-2.
- Hilderbrand, Robert C. Power and the People: Executive Management of Public Opinion in Foreign Affairs, 1897–1921 (U of North Carolina Press, 1981).
- Justesen, Benjamin R. Forgotten Legacy: William McKinley, George Henry White, and the Struggle for Black Equality (LSU Press, 2020). excerpt
- Merry, Robert W. President McKinley: Architect of the American Century (Simon and Schuster, 2017). excerpt; also online review
- Olcott, Charles (1916). 《The Life of William McKinley 2 vol》. Boston: Houghton Mifflin. the life of william mckinley olcutt.

- Peifer, Douglas Carl. Choosing War: Presidential Decisions in the Maine, Lusitania, and Panay Incidents (Oxford UP, 2016).
- Phillips, Kevin. William McKinley: The American Presidents Series: The 25th President, 1897–1901 (Times Books, 2014).
- Ponder, Stephen. Managing the press: Origins of the Media Presidency, 1897–1933 (Macmillan, 1999).
- Rhodes, James Ford. The McKinley and Roosevelt Administrations, 1897–1909 (1922) 444pp; online free
- Rove, Karl. The Triumph of William McKinley: Why the Election of 1896 Still Matters (Simon and Schuster, 2015). excerpt
- Sturgis, Amy H. ed. Presidents from Hayes Through McKinley: Debating the Issues in Pro and Con Primary Documents (Greenwood, 2003).
- Taliaferro, John. All the Great Prizes: The Life of John Hay, from Lincoln to Roosevelt (Simon and Schuster, 2013).
- Vestner, Eliot. Ragtime in the White House: War, Race, and the Presidency in the Time of William McKinley (Simon and Schuster, 2020).
- White, Leonard D. The Republican Era: 1869–1901; A Study in Administrative History (1958) history of federal agencies; no politics.

### 논문
- Auxier, George W. "The propaganda activities of the Cuban Junta in precipitating the Spanish–American War, 1895–1898." Hispanic American Historical Review 19.3 (1939): 286–305. online
- Baker, Richard B., Carola Frydman, and Eric Hilt. "From Plutocracy to Progressivism?: The Assassination of President McKinley as a Turning Point in American History" (Yale University, 2014) online.
- Childers, Jay P. "The Democratic Balance: President McKinley's Assassination as Domestic Trauma." Quarterly Journal of Speech 99.2 (2013): 156–179. online
- Coletta, Paolo E. "Bryan, McKinley, and the Treaty of Paris." Pacific Historical Review (1957): 131–146. in JSTOR
- Fry, Joseph A. "William McKinley and the coming of the Spanish–American War: A study of the besmirching and redemption of an historical image." Diplomatic History 3#1 (1979): 77–98
- Graff, Henry F., ed. The Presidents: A Reference History (3rd ed. 2002)  online
- Hamilton, Richard F. "McKinley's Backbone." Presidential Studies Quarterly 36.3 (2006): 482–492. On Cuba.
- Holbo, Paul S. "Presidential leadership in foreign affairs: William McKinley and the Turpie-Foraker Amendment." American Historical Review 72.4 (1967): 1321–1335. in JSTOR
- Kapur, Nick. "William McKinley's Values and the Origins of the Spanish‐American War: A Reinterpretation." Presidential Studies Quarterly 41.1 (2011): 18–38. William McKinley's Values and the Origins of the Spanish‐American War: A Reinterpretation
- McCormick, Thomas (May 1963). 《Insular Imperialism and the Open Door: The China Market and the Spanish–American War》. 《Pacific Historical Review》 32. 155–169쪽. doi:10.2307/4492154. JSTOR 4492154.
- Lind, Michael. "Review: Reassessing McKinley" The National Interest No. 152, (November/December 2017), pp. 69–82 online
- McCartney, Paul T. "Religion, the Spanish-American War, and the idea of American mission." Journal of Church and State 54.2 (2012): 257–278. online 보관됨 2021-10-12 - 웨이백 머신
- Miller III, John W. "President McKinley and American Imperialism: A Study on United States Foreign and Domestic Policy in the Philippines 1898–1900" (by Defense Technical Information Center, 1998) online
- Morgan, H. Wayne. "William McKinley as a political leader." Review of Politics 28#4 (1966): 417–432. in JSTOR
- Mukharji, Aroop. "The Meddler's Trap: McKinley, the Philippines, and the Difficulty of Letting Go." International Security 48.2 (2023): 49–90. online
- Offner, John L. "McKinley and the Spanish‐American War." Presidential Studies Quarterly 34.1 (2004): 50–61. McKinley and the Spanish‐American War
- Offner, John. "United States Politics and the 1898 War over Cuba." in Angel Smith and Emma Davilla-Cox eds. The Crisis of 1898 (Palgrave Macmillan UK, 1999) pp. 18–44.
- Saldin, Robert P. "William McKinley and the Rhetorical Presidency." Presidential Studies Quarterly 41#1 (2011): 119–134. online
- Smith, Ephraim K. "William McKinley's Enduring Legacy: The Historiographical Debate on the Taking of the Philippine Islands" in Crucible of Empire, ed. James C. Bradford. (1993) pp 205–49.

온라인
- “Biographical Dictionary of the Federal Judiciary”. Washington, D.C.: Federal Judicial Center. 2012년 3월 4일에 확인함. searches run from page, "select research categories" then check "court type" and "nominating president", then select U.S. District Courts (or U.S. Circuit Courts) and also William McKinley.